# ATP Tour 2022
ATP Tour 2022 představoval 53. ročník nejvyšší úrovně mužského profesionálního tenisu, hraný v roce 2022. Sezóna okruhu trvajícího od 1. ledna do 28.. listopadu 2022 zahrnovala šedesát osm turnajů, až na výjimky organizovaných Asociací profesionálních tenistů (ATP). Pokračující pandemie koronaviru měla dopad na průběžně aktualizovaný herní plán. Rovněž proticovidová opatření vyžadovala zvýšené nároky na pořadatele a účastníky turnajů kvůli omezením v době konání a ovlivnila návštěvnost i obchodní aktivity. Následkem infekce došlo ke zrušení některých událostí a část turnajů získala jen dočasnou, jednoletou licenci. V první lednový týden ročník otevřel týmový ATP Cup s individuálními turnaji Adelaide International a Melbourne Summer Set.
Okruh zahrnoval čtyři Grand Slamy pořádané Mezinárodní tenisovou federací (ITF), osm událostí kategorie ATP Tour Masters 1000, třináct turnajů kategorie ATP Tour 500, čtyřicet dva z úrovně ATP Tour 250 a závěrečné Next Generation ATP Finals pro nejlepší tenisty do 21 let a Turnaj mistrů hraný v Turíně. Součástí sezóny byly i týmové soutěže, Davisův pohár, poslední ročník australského ATP Cupu a londýnský Laver Cup.
Ženskou obdobu mužského okruhu představoval WTA Tour 2022.

## Světové jedničky
Srb Novak Djoković, který v sezóně 2021 neopustil čelo žebříčku, zahájil úvodní australskou část ročníku jako světová jednička. Ke vstupu do Austrálie mu byla jako neočkovanému proti covidu-19 nejdříve udělena výjimka z povinné vakcinace na základě doložení pozitivního testu z prosince 2021. Po příletu do Melbourne 5. ledna 2022 mu však pohraniční stráž zrušila vízum ke vstupu do země po zpochybnění výjimky a z toho plynoucího porušení podmínek pro neočkované osoby. Uzavřen tak byl v detenčním Park Hotelu v merlbournském Carltonu, kde po svém odvolání čekal na rozhodnutí soudu, který 10. ledna rozhodl ve prospěch tenisty, jemuž bylo obnoveno vízum. Australský ministr pro imigraci Alex Hawke však o čtyři dny později navrácená víza zrušil, když tento krok zdůvodnil ochranou veřejného zájmu s důrazem na zdraví a dodržování pořádku. Také odvolací senát federálního soudu Srbovo odvolání zamítl. Z Austrálie byl tak vyhoštěn a nemohl obhajovat body včetně vítězství na Australian Open 2021.
Ztráta bodů z letní australské sezóny pro Djokoviće znamenala, že po 86 týdnech opustil vrchol klasifikace a 28. února 2022 jej na pozici světové jedničky poprvé vystřídal Rus Daniil Medveděv. Celkových 361 Djokovićových týdnů na čele znamenalo nový historický rekord. Ve zbytku sezóny se na vrchol již nevrátil, přestože obhájil wimbledonskou trofej. Paradoxně však v All England Clubu ztratil dalších 2 000 bodů (pokles ze 6 770 na 4 770 po skončení), když Asociace tenisových profesionálů neudělila hráčům body z Wimbledonu, jako penalizaci organizátorům za odepření startu Rusů a Bělorusů. Rovněž se nemohl zúčastnit letní sezóny na betonech v Kanadě a Spojených státech, opět pro odepření vstupu cizincům bez dokončené proticovidové vakcinace.
Po zisku prvního grandslamu na US Open 2022 se do čela klasifikace poprvé posunul Španěl Carlos Alcaraz jako nejmladší světová jednička v historii – v 19 letech a 130 dnech. Na prvním místě setrval až do konce sezóny, skončení listopadového Turnaje mistrů, kdy se stal v 19 letech a 214 dnech nejmladším hráčem v závěrečné klasifikaci sezóny, čímž překonal věkový rekord Lleytona Hewitta z roku 2001, kdy Australanovi bylo 20 let a 275 dnů.
Na vrcholu žebříčku čtyřhry se v průběhu roku vystřídalo pět deblistů, z toho čtyři v premiérovém období. Na prvním místě do sezóny vstoupil Chorvat Mate Pavić, kterého 4. dubna 2022 na této pozici vystřidal Joe Salisbury jako druhý Brit. Po 26 týdnech se 3. října jedničkou stal Američan Rajeev Ram, devatenáctý Američan na čele a ve 38 letech historicky nejstarší jednička v prvním období. Již po pěti týdnech vedení přenechal Nizozemci Wesleymu Koolhofovi, jenž si posun na vrchol 7. listopadu definitivně zajistil účastí v semifinále Paris Masters, který poté vyhrál. O týden později se k němu připojil britský spoluhráč Neal Skupski.  Oba se stali konečnými jedničkami sezóny. V první společně odehrané sezóně získali sedm titulů s celkovou bilancí zápasů 55–18.

## Zrušení čínských turnajů a důsledky ruské invaze na Ukrajině
Čínské turnaje se opět neuskutečnily pro pokračující proticovidová omezení na území Číny. Namísto podzimních východoasijských turnajů tak byly do kalendáře dodatečně zařazeny události v kategorii ATP Tour 250 s jednoletou licencí:
- 38. týden: San Diego Open, San Diego, Spojené státy (tvrdý)
- 39. týden: Korea Open, Soul, Jižní Korea (tvrdý), Tel Aviv Watergen Open, Tel Aviv, Izrael (tvrdý, hala)
- 41. týden: UniCredit Firenze Open, Florencie, Itálie (tvrdý, hala); Gijón Open, Gijón, Španělsko (tvrdý, hala)
- 42. týden: Tennis Napoli Cup,  Neapol, Itálie  (tvrdý)

Vyjma toho byl Astana Open přechodně povýšen do kategorie ATP Tour 500. V roce 2022 se kazachstánský turnaj stal trvalou součástí okruhu poté, co byl do kalendáře 2020 předchodně zařazen a v sezóně 2021 nahradil St. Petersburg Open.
V důsledku invaze Ruska na Ukrajinu na konci února 2022, osm let po ruské anexi ukrajinského Krymu, řídící organizace tenisu ATP, WTA a ITF s grandslamy rozhodly o zrušení plánovaných turnajů na území Ruska a vyloučení ruských a běloruských reprezentací ze soutěží včetně Davis Cupu. Ruští a běloruští tenisté mohli dále na okruzích startovat, ale do odvolání nikoli pod vlajkami Ruska a Běloruska. Tenisté Běloruska byli postihnuti zato, že jejich stát poskytl zázemí k ruskému útoku. Wimbledon se již v dubnu rozhodl k razantnějšímu přístupu. Ruským a běloruským hráčům zakázal start v All England Clubu. Na tento jednostranný akt bez dohody s pořadateli okruhů, reagovaly ATP a WTA nepřidělením žebříčkových bodů z Wimbledonu a jeho finanční penalizací. Naopak zbylé dva grandslamy French Open a US Open, hrané také po začátku ruské invaze, respektovaly přístup společného březnového prohlášení, s neutralizovanou účastí těchto tenistů.

## Chronologický přehled turnajů
Chronologický přehled turnajů uvádí kalendář událostí okruhu ATP Tour 2022 včetně dějiště, počtu hráčů, povrchu, kategorie a celkové dotace.
Legenda
Tabulky měsíců uvádí vítěze a finalisty dvouhry i čtyřhry a dále pak semifinalisty a čtvrtfinalisty dvouhry. Zápis –D/–Q/–Č/–X uvádí počet hráčů dvouhry/hráčů kvalifikace dvouhry/párů čtyřhry/párů mixu. (ZS) – základní skupina.
| Grand Slam                 |
| ATP Finals                 |
| Next Generation ATP Finals |
| ATP Tour Masters 1000      |
| ATP Tour 500               |
| ATP Tour 250               |
| Týmové soutěže             |

### Leden
| Týden od            | Turnaj | Vítězové                                                   | Finalisté                              | Semifinalisté                          | Čtvrtfinalisté                                                       |
| ------------------- | --- | ---------------------------------------------------------- | -------------------------------------- | -------------------------------------- | -------------------------------------------------------------------- |
| 3. ledna            | ATP Cup Sydney, Austrálie ATP Cup 10 000 000 $ – tvrdý – 16 týmů                                                | Kanada 2–0                                                 | Španělsko                              | Polsko Rusko                           |                                                                      |
| 3. ledna            | Adelaide International I Adelaide, Austrálie ATP 250 416 800 $ – tvrdý – 28D/16Q/24Č dvouhra • čtyřhra          | Gaël Monfils 6–4, 6–4                                      | Karen Chačanov                         | Thanasi Kokkinakis Marin Čilić         | Tommy Paul Mikael Ymer Laslo Djere Jegor Gerasimov                   |
| 3. ledna            | Adelaide International I Adelaide, Austrálie ATP 250 416 800 $ – tvrdý – 28D/16Q/24Č dvouhra • čtyřhra          | Rohan Bopanna Ramkumar Ramanathan 7–6(8–6), 6–1            | Ivan Dodig Marcelo Melo                | Thanasi Kokkinakis Marin Čilić         | Tommy Paul Mikael Ymer Laslo Djere Jegor Gerasimov                   |
| 3. ledna            | Melbourne Summer Set I Melbourne, Austrálie ATP 250 521 000 $ – tvrdý – 28D/16Q/24Č dvouhra • čtyřhra           | Rafael Nadal 7–6(8–6), 6–3                                 | Maxime Cressy                          | Emil Ruusuvuori Grigor Dimitrov        | Tallon Griekspoor Alex Molčan Botic van de Zandschulp Jaume Munar    |
| 3. ledna            | Melbourne Summer Set I Melbourne, Austrálie ATP 250 521 000 $ – tvrdý – 28D/16Q/24Č dvouhra • čtyřhra           | Wesley Koolhof Neal Skupski 6–4, 6–4                       | Oleksandr Nedověsov Ajsám Kúreší       | Emil Ruusuvuori Grigor Dimitrov        | Tallon Griekspoor Alex Molčan Botic van de Zandschulp Jaume Munar    |
| 10. ledna           | Sydney Tennis Classic Sydney, Austrálie ATP 250 521 000 $ – tvrdý – 28D/16Q/24Č dvouhra • čtyřhra               | Aslan Karacev 6–3, 6–3                                     | Andy Murray                            | Daniel Evans Reilly Opelka             | Lorenzo Sonego Maxime Cressy Brandon Nakashima David Goffin          |
| 10. ledna           | Sydney Tennis Classic Sydney, Austrálie ATP 250 521 000 $ – tvrdý – 28D/16Q/24Č dvouhra • čtyřhra               | John Peers Filip Polášek 7–5, 7–5                          | Simone Bolelli Fabio Fognini           | Daniel Evans Reilly Opelka             | Lorenzo Sonego Maxime Cressy Brandon Nakashima David Goffin          |
| 10. ledna           | Adelaide International II Adelaide, Austrálie ATP 250 493 875 $ – tvrdý – 28D/16Q/24 dvouhra • čtyřhra          | Thanasi Kokkinakis 6–7(6–8), 7–6(7–5), 6–3                 | Arthur Rinderknech                     | Corentin Moutet Marin Čilić            | Thiago Monteiro Karen Chačanov Tommy Paul Aleksandar Vukic           |
| 10. ledna           | Adelaide International II Adelaide, Austrálie ATP 250 493 875 $ – tvrdý – 28D/16Q/24 dvouhra • čtyřhra          | Wesley Koolhof Neal Skupski 7–6(7–5), 6–4                  | Ariel Behar Gonzalo Escobar            | Corentin Moutet Marin Čilić            | Thiago Monteiro Karen Chačanov Tommy Paul Aleksandar Vukic           |
| 17. ledna 24. ledna | Australian Open Melbourne, Austrálie Grand Slam 33 784 200 A$ – tvrdý 128D/128Q/64Č/32X dvouhra • čtyřhra • mix | Rafael Nadal 2–6, 6–7(5–7), 6–4, 6–4, 7–5                  | Daniil Medveděv                        | Matteo Berrettini Stefanos Tsitsipas   | Gaël Monfils Denis Shapovalov Jannik Sinner Félix Auger-Aliassime    |
| 17. ledna 24. ledna | Australian Open Melbourne, Austrálie Grand Slam 33 784 200 A$ – tvrdý 128D/128Q/64Č/32X dvouhra • čtyřhra • mix | Thanasi Kokkinakis Nick Kyrgios 7–5, 6–4                   | Matthew Ebden Max Purcell              | Matteo Berrettini Stefanos Tsitsipas   | Gaël Monfils Denis Shapovalov Jannik Sinner Félix Auger-Aliassime    |
| 17. ledna 24. ledna | Australian Open Melbourne, Austrálie Grand Slam 33 784 200 A$ – tvrdý 128D/128Q/64Č/32X dvouhra • čtyřhra • mix | Kristina Mladenovicová Ivan Dodig 6–3, 6–4                 | Jaimee Fourlisová Jason Kubler         | Matteo Berrettini Stefanos Tsitsipas   | Gaël Monfils Denis Shapovalov Jannik Sinner Félix Auger-Aliassime    |
| 31. ledna           | Open Sud de France Montpellier, Francie ATP 250 490 990 € – tvrdý (h) – 28D/16Q/16Č dvouhra • čtyřhra           | Alexandr Bublik 6–4, 6–3                                   | Alexander Zverev                       | Mikael Ymer Filip Krajinović           | Adrian Mannarino Richard Gasquet Damir Džumhur Roberto Bautista Agut |
| 31. ledna           | Open Sud de France Montpellier, Francie ATP 250 490 990 € – tvrdý (h) – 28D/16Q/16Č dvouhra • čtyřhra           | Pierre-Hugues Herbert Nicolas Mahut 4–6, 7–6(7–3), [12–10] | Lloyd Glasspool Harri Heliövaara       | Mikael Ymer Filip Krajinović           | Adrian Mannarino Richard Gasquet Damir Džumhur Roberto Bautista Agut |
| 31. ledna           | Maharashtra Open Puné, Indie ATP 250 493 875 $ – tvrdý – 28D/16Q/16Č dvouhra • čtyřhra                          | João Sousa 7–6(11–9), 4–6, 6–1                             | Emil Ruusuvuori                        | Elias Ymer Kamil Majchrzak             | Stefano Travaglia Daniel Altmaier Jiří Veselý Lorenzo Musetti        |
| 31. ledna           | Maharashtra Open Puné, Indie ATP 250 493 875 $ – tvrdý – 28D/16Q/16Č dvouhra • čtyřhra                          | Rohan Bopanna Ramkumar Ramanathan 6–7(10–12), 6–3, [10–6]  | Luke Saville John-Patrick Smith        | Elias Ymer Kamil Majchrzak             | Stefano Travaglia Daniel Altmaier Jiří Veselý Lorenzo Musetti        |
| 31. ledna           | Córdoba Open Córdoba, Argentina ATP 250 493 875 $ – antuka – 28D/16Q/16Č dvouhra • čtyřhra                      | Albert Ramos-Viñolas 4–6, 6–3, 6–4                         | Alejandro Tabilo                       | Diego Schwartzman Juan Ignacio Londero | Daniel Elahi Galán Sebastián Báez Lorenzo Sonego Nikola Milojević    |
| 31. ledna           | Córdoba Open Córdoba, Argentina ATP 250 493 875 $ – antuka – 28D/16Q/16Č dvouhra • čtyřhra                      | Santiago González Andrés Molteni 7–5, 6–3                  | Andrej Martin Tristan-Samuel Weissborn | Diego Schwartzman Juan Ignacio Londero | Daniel Elahi Galán Sebastián Báez Lorenzo Sonego Nikola Milojević    |

### Únor
| Týden od  | Turnaj | Vítězové | Finalisté                                                                                                   | Semifinalisté                         | Čtvrtfinalisté                                                            |
| --------- | --- | --- | --- | ------------------------------------- | ------------------------------------------------------------------------- |
| 7. února  | ABN AMRO World Tennis Tournament Rotterdam, Nizozemsko ATP 500 1 349 070 € – tvrdý (h) – 32D/16Q/16Č dvouhra • čtyřhra | Félix Auger-Aliassime 6–4, 6–2 | Stefanos Tsitsipas                                                                                          | Jiří Lehečka Andrej Rubljov           | Alex de Minaur Lorenzo Musetti Cameron Norrie Márton Fucsovics            |
| 7. února  | ABN AMRO World Tennis Tournament Rotterdam, Nizozemsko ATP 500 1 349 070 € – tvrdý (h) – 32D/16Q/16Č dvouhra • čtyřhra | Robin Haase Matwé Middelkoop 4–6, 7–6(7–5), [10–5] | Lloyd Harris Tim Pütz                                                                                       | Jiří Lehečka Andrej Rubljov           | Alex de Minaur Lorenzo Musetti Cameron Norrie Márton Fucsovics            |
| 7. února  | Argentina Open Buenos Aires, Argentina ATP 250 686 700 $ – antuka – 28D/32Q/16Č dvouhra • čtyřhra | Casper Ruud 5–7, 6–2, 6–3 | Diego Schwartzman                                                                                           | Federico Delbonis Lorenzo Sonego      | Federico Coria Fabio Fognini Fernando Verdasco Francisco Cerúndolo        |
| 7. února  | Argentina Open Buenos Aires, Argentina ATP 250 686 700 $ – antuka – 28D/32Q/16Č dvouhra • čtyřhra | Santiago González Andrés Molteni 6–1, 6–1 | Fabio Fognini Horacio Zeballos                                                                              | Federico Delbonis Lorenzo Sonego      | Federico Coria Fabio Fognini Fernando Verdasco Francisco Cerúndolo        |
| 7. února  | Dallas Open Dallas, Spojené státy ATP 250 792 980 $ – tvrdý (h) – 28D/32Q/16Č dvouhra • čtyřhra | Reilly Opelka 7–6(7–5), 7–6(7–3) | Jenson Brooksby                                                                                             | Marcos Giron John Isner               | Taylor Fritz Jordan Thompson Vasek Pospisil Adrian Mannarino              |
| 7. února  | Dallas Open Dallas, Spojené státy ATP 250 792 980 $ – tvrdý (h) – 28D/32Q/16Č dvouhra • čtyřhra | Marcelo Arévalo Jean-Julien Rojer 7–6(7–4), 6–4 | Harri Heliövaara Lloyd Glasspool                                                                            | Marcos Giron John Isner               | Taylor Fritz Jordan Thompson Vasek Pospisil Adrian Mannarino              |
| 14. února | Rio Open Rio de Janeiro, Brazílie ATP Tour 500 1 815 115 $ – antuka – 32D/16Q/16Č dvouhra • čtyřhra | Carlos Alcaraz 6–4, 6–2 | Diego Schwartzman                                                                                           | Fabio Fognini Francisco Cerúndolo     | Matteo Berrettini Federico Coria Pablo Andújar Miomir Kecmanović          |
| 14. února | Rio Open Rio de Janeiro, Brazílie ATP Tour 500 1 815 115 $ – antuka – 32D/16Q/16Č dvouhra • čtyřhra | Simone Bolelli Fabio Fognini 7–5, 6–7(2–7), [10–6] | Jamie Murray Bruno Soares                                                                                   | Fabio Fognini Francisco Cerúndolo     | Matteo Berrettini Federico Coria Pablo Andújar Miomir Kecmanović          |
| 14. února | Open 13 Provence Marseille, Francie ATP 250 622 610 € – tvrdý (h) – 28D/16Q/16Č dvouhra • čtyřhra | Andrej Rubljov 7–5, 7–6(7–4) | Félix Auger-Aliassime                                                                                       | Roman Safiullin Benjamin Bonzi        | Stefanos Tsitsipas Ilja Ivaška Aslan Karacev Lucas Pouille                |
| 14. února | Open 13 Provence Marseille, Francie ATP 250 622 610 € – tvrdý (h) – 28D/16Q/16Č dvouhra • čtyřhra | Denys Molčanov Andrej Rubljov 4–6, 7–5, [10–7] | Raven Klaasen Ben McLachlan                                                                                 | Roman Safiullin Benjamin Bonzi        | Stefanos Tsitsipas Ilja Ivaška Aslan Karacev Lucas Pouille                |
| 14. února | Delray Beach Open Delray Beach, Spojené státy ATP 250 664 275 $ – tvrdý – 28D/32Q/16Č dvouhra • čtyřhra | Cameron Norrie 7–6(7–1), 7–6(7–4) | Reilly Opelka                                                                                               | Tommy Paul John Millman               | Sebastian Korda Stefan Kozlov Grigor Dimitrov Adrian Mannarino            |
| 14. února | Delray Beach Open Delray Beach, Spojené státy ATP 250 664 275 $ – tvrdý – 28D/32Q/16Č dvouhra • čtyřhra | Marcelo Arévalo Jean-Julien Rojer 6–2, 6–7(5–7), [10–4] | Oleksandr Nedověsov Ajsám Kúreší                                                                            | Tommy Paul John Millman               | Sebastian Korda Stefan Kozlov Grigor Dimitrov Adrian Mannarino            |
| 14. února | Qatar ExxonMobil Open Dauhá, Katar ATP 250 1 176 595 $ – tvrdý – 28D/16Q/16Č dvouhra • čtyřhra | Roberto Bautista Agut 6–3, 6–4 | Nikoloz Basilašvili                                                                                         | Arthur Rinderknech Karen Chačanov     | Denis Shapovalov Márton Fucsovics Marin Čilić Alejandro Davidovich Fokina |
| 14. února | Qatar ExxonMobil Open Dauhá, Katar ATP 250 1 176 595 $ – tvrdý – 28D/16Q/16Č dvouhra • čtyřhra | Wesley Koolhof Neal Skupski 7–6(7–4), 6–1 | Rohan Bopanna Denis Shapovalov                                                                              | Arthur Rinderknech Karen Chačanov     | Denis Shapovalov Márton Fucsovics Marin Čilić Alejandro Davidovich Fokina |
| 21. února | Dubai Tennis Championships Dubaj, Spojené arabské emiráty ATP 500 2 949 665 $ – tvrdý – 32D/16Q/16Č dvouhra • čtyřhra | Andrej Rubljov 6–3, 6–4 | Jiří Veselý                                                                                                 | Denis Shapovalov Hubert Hurkacz       | Novak Djoković Ričardas Berankis Jannik Sinner Mackenzie McDonald         |
| 21. února | Dubai Tennis Championships Dubaj, Spojené arabské emiráty ATP 500 2 949 665 $ – tvrdý – 32D/16Q/16Č dvouhra • čtyřhra | Tim Pütz Michael Venus 6–3, 6–7(5–7), [16–14] | Nikola Mektić Mate Pavić                                                                                    | Denis Shapovalov Hubert Hurkacz       | Novak Djoković Ričardas Berankis Jannik Sinner Mackenzie McDonald         |
| 21. února | Abierto Mexicano Telcel Acapulco, Mexiko ATP 500 1 832 890 $ – tvrdý – 32D/16Q/16Č dvouhra • čtyřhra | Rafael Nadal 6–4, 6–4 | Cameron Norrie                                                                                              | Daniil Medveděv Stefanos Tsitsipas    | Jošihito Nišioka Tommy Paul Marcos Giron Peter Gojowczyk                  |
| 21. února | Abierto Mexicano Telcel Acapulco, Mexiko ATP 500 1 832 890 $ – tvrdý – 32D/16Q/16Č dvouhra • čtyřhra | Feliciano López Stefanos Tsitsipas 7–5, 6–4 | Marcelo Arévalo Jean-Julien Rojer                                                                           | Daniil Medveděv Stefanos Tsitsipas    | Jošihito Nišioka Tommy Paul Marcos Giron Peter Gojowczyk                  |
| 21. února | Chile Open Santiago, Chile ATP 250 546 340 $ – antuka – 28D/16Q/16Č dvouhra • čtyřhra | Pedro Martínez 4–6, 6–4, 6–4 | Sebastián Báez                                                                                              | Alejandro Tabilo Albert Ramos-Viñolas | Miomir Kecmanović Yannick Hanfmann Thiago Monteiro Facundo Bagnis         |
| 21. února | Chile Open Santiago, Chile ATP 250 546 340 $ – antuka – 28D/16Q/16Č dvouhra • čtyřhra | Rafael Matos Felipe Meligeni Alves 7–6(10–8), 7–6(7–3) | André Göransson Nathaniel Lammons                                                                           | Alejandro Tabilo Albert Ramos-Viñolas | Miomir Kecmanović Yannick Hanfmann Thiago Monteiro Facundo Bagnis         |
| 28. února | Davis Cup, kvalifikační kolo Buenos Aires, Argentina – antuka Bratislava, Slovensko – tvrdý (h) Espoo, Finsko – tvrdý (h) Helsingborg, Švédsko – tvrdý (h) Pau, Franie – tvrdý (h) Marbella, Španělsko – antuka Oslo, Norsko – tvrdý (h) Reno, Spojené státy – tvrdý (h) Haag, Nizozemí – antuka (h) Sydney, Austrálie – tvrdý Soul, Jižní Korea – tvrdý (h) Rio de Janeiro, Brazílie – antuka | Vítězové Argentina, 3–0 Itálie, 3–2 Belgie, 3–2 Švédsko, 3–2 Francie, 3–0 Španělsko, 3–1 Kazachstán, 3–1 Spojené státy, 3–0 Nizozemsko, 3–0 Austrálie, 3–2 Jižní Korea, 3–1 Německo, 3–1 | Poražení Česko Slovensko Finsko Japonsko Ekvádor Rumunsko Norsko Kolumbie Kanada Maďarsko Rakousko Brazílie |                                       |                                                                           |

### Březen
| Týden od              | Turnaj | Vítězové                                | Finalisté                                | Semifinalisté                      | Čtvrtfinalisté                                                   |
| --------------------- | --- | --------------------------------------- | ---------------------------------------- | ---------------------------------- | ---------------------------------------------------------------- |
| 7. března 14. března  | BNP Paribas Open Indian Wells, Spojené státy ATP Masters 1000 9 554 920 $ – tvrdý – 96D/48Q/32Č dvouhra • čtyřhra | Taylor Fritz 6–3, 7–6(7–5)              | Rafael Nadal                             | Carlos Alcaraz Andrej Rubljov      | Cameron Norrie Nick Kyrgios Miomir Kecmanović Grigor Dimitrov    |
| 7. března 14. března  | BNP Paribas Open Indian Wells, Spojené státy ATP Masters 1000 9 554 920 $ – tvrdý – 96D/48Q/32Č dvouhra • čtyřhra | John Isner Jack Sock 7–6(7–4), 6–3      | Santiago González Édouard Roger-Vasselin | Carlos Alcaraz Andrej Rubljov      | Cameron Norrie Nick Kyrgios Miomir Kecmanović Grigor Dimitrov    |
| 21. března 28. března | Miami Open Miami Gardens, Spojené státy ATP Masters 1000 9 554 920 $ – tvrdý – 96D/48Q/32Č dvouhra • čtyřhra      | Carlos Alcaraz 7–5, 6–4                 | Casper Ruud                              | Hubert Hurkacz Francisco Cerúndolo | Daniil Medveděv Miomir Kecmanović Jannik Sinner Alexander Zverev |
| 21. března 28. března | Miami Open Miami Gardens, Spojené státy ATP Masters 1000 9 554 920 $ – tvrdý – 96D/48Q/32Č dvouhra • čtyřhra      | Hubert Hurkacz John Isner 7–6(7–5), 6–4 | Wesley Koolhof Neal Skupski              | Hubert Hurkacz Francisco Cerúndolo | Daniil Medveděv Miomir Kecmanović Jannik Sinner Alexander Zverev |

### Duben
| Týden od  | Turnaj | Vítězové                                               | Finalisté                         | Semifinalisté                        | Čtvrtfinalisté                                                                      |
| --------- | --- | ------------------------------------------------------ | --------------------------------- | ------------------------------------ | ----------------------------------------------------------------------------------- |
| 4. dubna  | U.S. Men's Clay Court Championships Houston, Spojené státy ATP 250 665 330 $ – antuka – 28D/16Q/16Č dvouhra • čtyřhra | Reilly Opelka 6–3, 7–6(9–7)                            | John Isner                        | Nick Kyrgios Cristian Garín          | Michael Mmoh Gijs Brouwer Frances Tiafoe Taylor Fritz                               |
| 4. dubna  | U.S. Men's Clay Court Championships Houston, Spojené státy ATP 250 665 330 $ – antuka – 28D/16Q/16Č dvouhra • čtyřhra | Matthew Ebden Max Purcell 6–3, 6–3                     | Ivan Sabanov Matej Sabanov        | Nick Kyrgios Cristian Garín          | Michael Mmoh Gijs Brouwer Frances Tiafoe Taylor Fritz                               |
| 4. dubna  | Grand Prix Hassan II Marrákeš, Maroko ATP 250 597 900 € – antuka – 32D/16Q/16Č dvouhra • čtyřhra                      | David Goffin 3–6, 6–3, 6–3                             | Alex Molčan                       | Laslo Djere Federico Coria           | Botic van de Zandschulp Lorenzo Musetti Richard Gasquet Roberto Carballés Baena     |
| 4. dubna  | Grand Prix Hassan II Marrákeš, Maroko ATP 250 597 900 € – antuka – 32D/16Q/16Č dvouhra • čtyřhra                      | Rafael Matos David Vega Hernández 6–1, 7–5             | Andrea Vavassori Jan Zieliński    | Laslo Djere Federico Coria           | Botic van de Zandschulp Lorenzo Musetti Richard Gasquet Roberto Carballés Baena     |
| 11. dubna | Monte-Carlo Rolex Masters Monte Carlo, Monako ATP Masters 1000 5 802 475 € – antuka – 56D/28Q/28Č dvouhra • čtyřhra   | Stefanos Tsitsipas 6–3, 7–6(7–3)                       | Alejandro Davidovich Fokina       | Grigor Dimitrov Alexander Zverev     | Taylor Fritz Hubert Hurkacz Diego Schwartzman Jannik Sinner                         |
| 11. dubna | Monte-Carlo Rolex Masters Monte Carlo, Monako ATP Masters 1000 5 802 475 € – antuka – 56D/28Q/28Č dvouhra • čtyřhra   | Rajeev Ram Joe Salisbury 6–4, 3–6, [10–7]              | Juan Sebastián Cabal Robert Farah | Grigor Dimitrov Alexander Zverev     | Taylor Fritz Hubert Hurkacz Diego Schwartzman Jannik Sinner                         |
| 18. dubna | Barcelona Open Banc Sabadell Barcelona, Španělsko ATP 500 2 802 580 € – antuka – 48D/24Q/16Č dvouhra • čtyřhra        | Carlos Alcaraz 6–3, 6–2                                | Pablo Carreño Busta               | Alex de Minaur Diego Schwartzman     | Stefanos Tsitsipas Cameron Norrie Félix Auger-Aliassime Casper Ruud                 |
| 18. dubna | Barcelona Open Banc Sabadell Barcelona, Španělsko ATP 500 2 802 580 € – antuka – 48D/24Q/16Č dvouhra • čtyřhra        | Kevin Krawietz Andreas Mies 6–7(3–7), 7–6(7–5), [10–6] | Wesley Koolhof Neal Skupski       | Alex de Minaur Diego Schwartzman     | Stefanos Tsitsipas Cameron Norrie Félix Auger-Aliassime Casper Ruud                 |
| 18. dubna | Serbia Open Bělehrad, Srbsko ATP 250 597 900 € – antuka – 28D/16Q/16Č dvouhra • čtyřhra                               | Andrej Rubljov 6–2, 6–7(4–7), 6–0                      | Novak Djoković                    | Karen Chačanov Fabio Fognini         | Miomir Kecmanović Thiago Monteiro Oscar Otte Taró Daniel                            |
| 18. dubna | Serbia Open Bělehrad, Srbsko ATP 250 597 900 € – antuka – 28D/16Q/16Č dvouhra • čtyřhra                               | Ariel Behar Gonzalo Escobar 6–2, 3–6, [10–7]           | Nikola Mektić Mate Pavić          | Karen Chačanov Fabio Fognini         | Miomir Kecmanović Thiago Monteiro Oscar Otte Taró Daniel                            |
| 25. dubna | Estoril Open Cascais, Portugalsko ATP 250 597 900 € – antuka – 28D/16Q/16Č dvouhra • čtyřhra                          | Sebastián Báez 6–3, 6–2                                | Frances Tiafoe                    | Sebastian Korda Albert Ramos-Viñolas | Félix Auger-Aliassime Alejandro Davidovich Fokina Richard Gasquet Fernando Verdasco |
| 25. dubna | Estoril Open Cascais, Portugalsko ATP 250 597 900 € – antuka – 28D/16Q/16Č dvouhra • čtyřhra                          | Nuno Borges Francisco Cabral 6–2, 6–3                  | Máximo González André Göransson   | Sebastian Korda Albert Ramos-Viñolas | Félix Auger-Aliassime Alejandro Davidovich Fokina Richard Gasquet Fernando Verdasco |
| 25. dubna | BMW Open Mnichov, Německo ATP 250 597 900 € – antuka – 28D/16Q/16Č dvouhra • čtyřhra                                  | Holger Rune 3–4 Ret.                                   | Botic van de Zandschulp           | Oscar Otte Miomir Kecmanović         | Emil Ruusuvuori Alejandro Tabilo Nikoloz Basilašvili Casper Ruud                    |
| 25. dubna | BMW Open Mnichov, Německo ATP 250 597 900 € – antuka – 28D/16Q/16Č dvouhra • čtyřhra                                  | Kevin Krawietz Andreas Mies 4–6, 6–4, [10–7]           | Rafael Matos David Vega Hernández | Oscar Otte Miomir Kecmanović         | Emil Ruusuvuori Alejandro Tabilo Nikoloz Basilašvili Casper Ruud                    |

### Květen
| Týden od              | Turnaj | Vítězové                                                  | Finalisté                         | Semifinalisté                     | Čtvrtfinalisté                                                      |
| --------------------- | --- | --------------------------------------------------------- | --------------------------------- | --------------------------------- | ------------------------------------------------------------------- |
| 2. května             | Mutua Madrid Open Madrid, Španělsko ATP Masters 1000 7 499 290 € – antuka – 56D/28Q/28Č dvouhra • čtyřhra     | Carlos Alcaraz 6–3, 6–1                                   | Alexander Zverev                  | Novak Djoković Stefanos Tsitsipas | Hubert Hurkacz Rafael Nadal Andrej Rubljov Félix Auger-Aliassime    |
| 2. května             | Mutua Madrid Open Madrid, Španělsko ATP Masters 1000 7 499 290 € – antuka – 56D/28Q/28Č dvouhra • čtyřhra     | Wesley Koolhof Neal Skupski 6–7(4–7), 6–4, [10–5]         | Juan Sebastián Cabal Robert Farah | Novak Djoković Stefanos Tsitsipas | Hubert Hurkacz Rafael Nadal Andrej Rubljov Félix Auger-Aliassime    |
| 9. května             | Internazionali BNL d'Italia Řím, Itálie ATP Masters 1000 6 008 725 € – antuka – 56D/28Q/32Č dvouhra • čtyřhra | Novak Djoković 6–0, 7–6(7–5)                              | Stefanos Tsitsipas                | Casper Ruud Alexander Zverev      | Félix Auger-Aliassime Denis Shapovalov Jannik Sinner Cristian Garín |
| 9. května             | Internazionali BNL d'Italia Řím, Itálie ATP Masters 1000 6 008 725 € – antuka – 56D/28Q/32Č dvouhra • čtyřhra | Nikola Mektić Mate Pavić 6–2, 6–7(6–8), [12–10]           | John Isner Diego Schwartzman      | Casper Ruud Alexander Zverev      | Félix Auger-Aliassime Denis Shapovalov Jannik Sinner Cristian Garín |
| 16. května            | Geneva Open Ženeva, Švýcarsko ATP 250 597 900 € – antuka – 28D/16Q/16Č dvouhra • čtyřhra                      | Casper Ruud 7–6(7–3), 4–6, 7–6(7–1)                       | João Sousa                        | Richard Gasquet Reilly Opelka     | Kamil Majchrzak Ilja Ivaška Tallon Griekspoor Thanasi Kokkinakis    |
| 16. května            | Geneva Open Ženeva, Švýcarsko ATP 250 597 900 € – antuka – 28D/16Q/16Č dvouhra • čtyřhra                      | Nikola Mektić Mate Pavić 2–6, 6–2, [10–3]                 | Pablo Andújar Matwé Middelkoop    | Richard Gasquet Reilly Opelka     | Kamil Majchrzak Ilja Ivaška Tallon Griekspoor Thanasi Kokkinakis    |
| 16. května            | Lyon Open Lyon, Francie ATP 250 597 900 € – antuka – 28D/16Q/16Č dvouhra • čtyřhra                            | Cameron Norrie 6–3, 6–7(3–7), 6–1                         | Alex Molčan                       | Holger Rune Alex de Minaur        | Sebastián Báez Manuel Guinard Yosuke Watanuki Federico Coria        |
| 16. května            | Lyon Open Lyon, Francie ATP 250 597 900 € – antuka – 28D/16Q/16Č dvouhra • čtyřhra                            | Ivan Dodig Austin Krajicek 6–3, 6–4                       | Máximo González Marcelo Melo      | Holger Rune Alex de Minaur        | Sebastián Báez Manuel Guinard Yosuke Watanuki Federico Coria        |
| 23. května 30. května | French Open Paříž, Francie Grand Slam 21 256 800 € – antuka 128D/128Q/64Č/32X dvouhra • čtyřhra • mix         | Rafael Nadal 6–3, 6–3, 6–0                                | Casper Ruud                       | Alexander Zverev Marin Čilić      | Novak Djoković Carlos Alcaraz Holger Rune Andrej Rubljov            |
| 23. května 30. května | French Open Paříž, Francie Grand Slam 21 256 800 € – antuka 128D/128Q/64Č/32X dvouhra • čtyřhra • mix         | Marcelo Arévalo Jean-Julien Rojer 6–7(4–7), 7–6(7–5), 6–3 | Ivan Dodig Austin Krajicek        | Alexander Zverev Marin Čilić      | Novak Djoković Carlos Alcaraz Holger Rune Andrej Rubljov            |
| 23. května 30. května | French Open Paříž, Francie Grand Slam 21 256 800 € – antuka 128D/128Q/64Č/32X dvouhra • čtyřhra • mix         | Ena Šibaharaová Wesley Koolhof 7–6(7–5), 6–2              | Ulrikke Eikeriová Joran Vliegen   | Alexander Zverev Marin Čilić      | Novak Djoković Carlos Alcaraz Holger Rune Andrej Rubljov            |

### Červen
| Týden od               | Turnaj | Vítězové                                                          | Finalisté                        | Semifinalisté                          | Čtvrtfinalisté                                                                 |
| ---------------------- | --- | ----------------------------------------------------------------- | -------------------------------- | -------------------------------------- | ------------------------------------------------------------------------------ |
| 6. června              | Libéma Open 's-Hertogenbosch, Nizozemsko ATP 250 725 540 € – tráva – 28D/16Q/16Č dvouhra • čtyřhra                         | Tim van Rijthoven 6–4, 6–1                                        | Daniil Medveděv                  | Adrian Mannarino Félix Auger-Aliassime | Ilja Ivaška Brandon Nakashima Hugo Gaston Karen Chačanov                       |
| 6. června              | Libéma Open 's-Hertogenbosch, Nizozemsko ATP 250 725 540 € – tráva – 28D/16Q/16Č dvouhra • čtyřhra                         | Wesley Koolhof Neal Skupski 4–6, 7–5, [10–6]                      | Matthew Ebden Max Purcell        | Adrian Mannarino Félix Auger-Aliassime | Ilja Ivaška Brandon Nakashima Hugo Gaston Karen Chačanov                       |
| 6. června              | BOSS Open Stuttgart, Německo ATP 250 769 645 € – tráva – 28D/16Q/16Č dvouhra • čtyřhra                                     | Matteo Berrettini 6–4, 5–7, 6–3                                   | Andy Murray                      | Nick Kyrgios Oscar Otte                | Stefanos Tsitsipas Márton Fucsovics Benjamin Bonzi Lorenzo Sonego              |
| 6. června              | BOSS Open Stuttgart, Německo ATP 250 769 645 € – tráva – 28D/16Q/16Č dvouhra • čtyřhra                                     | Hubert Hurkacz Mate Pavić 7–6(7–3), 7–6(7–5)                      | Tim Pütz Michael Venus           | Nick Kyrgios Oscar Otte                | Stefanos Tsitsipas Márton Fucsovics Benjamin Bonzi Lorenzo Sonego              |
| 13. června             | Terra Wortmann Open Halle, Německo ATP 500 2 275 275 € – tráva – 32D/24Q/24D dvouhra • čtyřhra                             | Hubert Hurkacz 6–1, 6–4                                           | Daniil Medveděv                  | Oscar Otte Nick Kyrgios                | Roberto Bautista Agut Karen Chačanov Félix Auger-Aliassime Pablo Carreño Busta |
| 13. června             | Terra Wortmann Open Halle, Německo ATP 500 2 275 275 € – tráva – 32D/24Q/24D dvouhra • čtyřhra                             | Marcel Granollers Horacio Zeballos 6–4, 6–7(5–7), [14–12]         | Tim Pütz Michael Venus           | Oscar Otte Nick Kyrgios                | Roberto Bautista Agut Karen Chačanov Félix Auger-Aliassime Pablo Carreño Busta |
| 13. června             | cinch Championships Londýn, Spojené království ATP 500 2 275 275 € – tráva – 32D/16Q/24D dvouhra • čtyřhra                 | Matteo Berrettini 7–5, 6–4                                        | Filip Krajinović                 | Marin Čilić Botic van de Zandschulp    | Ryan Peniston Emil Ruusuvuori Alejandro Davidovich Fokina Tommy Paul           |
| 13. června             | cinch Championships Londýn, Spojené království ATP 500 2 275 275 € – tráva – 32D/16Q/24D dvouhra • čtyřhra                 | Nikola Mektić Mate Pavić 3–6, 7–6(7–3), [10–6]                    | Lloyd Glasspool Harri Heliövaara | Marin Čilić Botic van de Zandschulp    | Ryan Peniston Emil Ruusuvuori Alejandro Davidovich Fokina Tommy Paul           |
| 20. června             | Rothesay International Eastbourne Eastbourne, Spojené království ATP 250 760 750 € – tráva – 28D/16Q/16Č dvouhra • čtyřhra | Taylor Fritz 6–2, 6–7 (4–7), 7–6 (7–4)                            | Maxime Cressy                    | Jack Draper Alex de Minaur             | Cameron Norrie Ryan Peniston Alexandr Bublik Tommy Paul                        |
| 20. června             | Rothesay International Eastbourne Eastbourne, Spojené království ATP 250 760 750 € – tráva – 28D/16Q/16Č dvouhra • čtyřhra | Nikola Mektić Mate Pavić 6–4, 6–2                                 | Matwé Middelkoop Luke Saville    | Jack Draper Alex de Minaur             | Cameron Norrie Ryan Peniston Alexandr Bublik Tommy Paul                        |
| 20. června             | Mallorca Championships Mallorca, Španělsko ATP 250 951 745 € – tráva – 28D/16Q/16Č dvouhra • čtyřhra                       | Stefanos Tsitsipas 6–4, 3–6, 7–6 (7–2)                            | Roberto Bautista Agut            | Antoine Bellier Benjamin Bonzi         | Daniil Medveděv Tallon Griekspoor Daniel Altmaier Marcos Giron                 |
| 20. června             | Mallorca Championships Mallorca, Španělsko ATP 250 951 745 € – tráva – 28D/16Q/16Č dvouhra • čtyřhra                       | Rafael Matos David Vega Hernández 7–6(7–5), 6–7(6–8), [10–1]      | Ariel Behar Gonzalo Escobar      | Antoine Bellier Benjamin Bonzi         | Daniil Medveděv Tallon Griekspoor Daniel Altmaier Marcos Giron                 |
| 27. června 4. července | Wimbledon Londýn, Spojené království Grand Slam 35 016 000 £ – tráva 128D/128Q/64Č/48X dvouhra • čtyřhra • mix             | Novak Djoković 4–6, 6–3, 6–4, 7–6(7–3)                            | Nick Kyrgios                     | Cameron Norrie Rafael Nadal            | Jannik Sinner David Goffin Cristian Garín Taylor Fritz                         |
| 27. června 4. července | Wimbledon Londýn, Spojené království Grand Slam 35 016 000 £ – tráva 128D/128Q/64Č/48X dvouhra • čtyřhra • mix             | Matthew Ebden Max Purcell 7–6(7–5), 6–7(3–7), 4–6, 6–4, 7–6(10–2) | Nikola Mektić Mate Pavić         | Cameron Norrie Rafael Nadal            | Jannik Sinner David Goffin Cristian Garín Taylor Fritz                         |
| 27. června 4. července | Wimbledon Londýn, Spojené království Grand Slam 35 016 000 £ – tráva 128D/128Q/64Č/48X dvouhra • čtyřhra • mix             | Neal Skupski Desirae Krawczyková 6–4, 6–3                         | Matthew Ebden Samantha Stosurová | Cameron Norrie Rafael Nadal            | Jannik Sinner David Goffin Cristian Garín Taylor Fritz                         |

### Červenec
| Týden od     | Turnaj | Vítězové                                            | Finalisté                        | Semifinalisté                         | Čtvrtfinalisté                                                                  |
| ------------ | --- | --------------------------------------------------- | -------------------------------- | ------------------------------------- | ------------------------------------------------------------------------------- |
| 11. července | Nordea Open Båstad, Švédsko ATP 250 Båstad, Švédsko ATP Tour 250 597 900 € – antuka – 28D/16Q/16Č dvouhra • čtyřhra | Francisco Cerúndolo 7–6(7–4), 6–2                   | Sebastián Báez                   | Pablo Carreño Busta Andrej Rubljov    | Aslan Karacev Diego Schwartzman Dominic Thiem Laslo Djere                       |
| 11. července | Nordea Open Båstad, Švédsko ATP 250 Båstad, Švédsko ATP Tour 250 597 900 € – antuka – 28D/16Q/16Č dvouhra • čtyřhra | Rafael Matos David Vega Hernández 6–4, 3–6, [13–11] | Simone Bolelli Fabio Fognini     | Pablo Carreño Busta Andrej Rubljov    | Aslan Karacev Diego Schwartzman Dominic Thiem Laslo Djere                       |
| 11. července | Hall of Fame Open Newport, Spojené státy ATP Tour 250 665 330 $ – tráva − 28D/16Q/16Č dvouhra • čtyřhra             | Maxime Cressy 2–6, 6–3, 7–6(7–3)                    | Alexandr Bublik                  | Jason Kubler John Isner               | James Duckworth Andy Murray Steve Johnson Benjamin Bonzi                        |
| 11. července | Hall of Fame Open Newport, Spojené státy ATP Tour 250 665 330 $ – tráva − 28D/16Q/16Č dvouhra • čtyřhra             | William Blumberg Steve Johnson 6–4, 7–5             | Raven Klaasen Marcelo Melo       | Jason Kubler John Isner               | James Duckworth Andy Murray Steve Johnson Benjamin Bonzi                        |
| 18. července | Hamburg European Open Hamburk, Německo ATP Tour 500 1 911 620 € – antuka − 32D/16Q/16Č dvouhra • čtyřhra            | Lorenzo Musetti 6–4, 6–7(6–8), 6–4                  | Carlos Alcaraz                   | Alex Molčan Francisco Cerúndolo       | Karen Chačanov Borna Ćorić Alejandro Davidovich Fokina Aslan Karacev            |
| 18. července | Hamburg European Open Hamburk, Německo ATP Tour 500 1 911 620 € – antuka − 32D/16Q/16Č dvouhra • čtyřhra            | Lloyd Glasspool Harri Heliövaara 6–2, 6–4           | Rohan Bopanna Matwé Middelkoop   | Alex Molčan Francisco Cerúndolo       | Karen Chačanov Borna Ćorić Alejandro Davidovich Fokina Aslan Karacev            |
| 18. července | Swiss Open Gstaad Gstaad, Švýcarsko ATP Tour 250 597 900 € – antuka − 28D/16Q/16Č dvouhra • čtyřhra                 | Casper Ruud 4–6, 7–6(7–4), 6–2                      | Matteo Berrettini                | Albert Ramos-Viñolas Dominic Thiem    | Jaume Munar Nicolás Jarry Juan Pablo Varillas Pedro Martínez                    |
| 18. července | Swiss Open Gstaad Gstaad, Švýcarsko ATP Tour 250 597 900 € – antuka − 28D/16Q/16Č dvouhra • čtyřhra                 | Tomislav Brkić Francisco Cabral 6–4, 6–4            | Robin Haase Philipp Oswald       | Albert Ramos-Viñolas Dominic Thiem    | Jaume Munar Nicolás Jarry Juan Pablo Varillas Pedro Martínez                    |
| 25. července | Atlanta Open Atlanta, Spojené státy ATP Tour 250 792 980 $ – tvrdý − 28D/16Q/16Č dvouhra • čtyřhra                  | Alex de Minaur 6–3, 6–3                             | Jenson Brooksby                  | Ilja Ivaška Frances Tiafoe            | Tommy Paul Adrian Mannarino Brandon Nakashima John Isner                        |
| 25. července | Atlanta Open Atlanta, Spojené státy ATP Tour 250 792 980 $ – tvrdý − 28D/16Q/16Č dvouhra • čtyřhra                  | Thanasi Kokkinakis Nick Kyrgios 7–6(7–4), 7–5       | Jason Kubler John Peers          | Ilja Ivaška Frances Tiafoe            | Tommy Paul Adrian Mannarino Brandon Nakashima John Isner                        |
| 25. července | Austrian Open Kitzbühel Kitzbühel, Rakousko ATP Tour 250 597 900 € – antuka − 28D/16Q/16Č dvouhra • čtyřhra         | Roberto Bautista Agut 6–2, 6–2                      | Filip Misolic                    | Albert Ramos-Viñolas Yannick Hanfmann | Pedro Martínez Jiří Lehečka Dušan Lajović Dominic Thiem                         |
| 25. července | Austrian Open Kitzbühel Kitzbühel, Rakousko ATP Tour 250 597 900 € – antuka − 28D/16Q/16Č dvouhra • čtyřhra         | Pedro Martínez Lorenzo Sonego 5–7, 6–4, [10–8]      | Tim Pütz Michael Venus           | Albert Ramos-Viñolas Yannick Hanfmann | Pedro Martínez Jiří Lehečka Dušan Lajović Dominic Thiem                         |
| 25. července | Croatia Open Umag Umag, Chorvatsko ATP Tour 250 597 900 € – antuka − 28D/16Q/16Č dvouhra • čtyřhra                  | Jannik Sinner 6–7(5–7), 6–1, 6–1                    | Carlos Alcaraz                   | Giulio Zeppieri Franco Agamenone      | Facundo Bagnis Bernabé Zapata Miralles Marco Cecchinato Roberto Carballés Baena |
| 25. července | Croatia Open Umag Umag, Chorvatsko ATP Tour 250 597 900 € – antuka − 28D/16Q/16Č dvouhra • čtyřhra                  | Simone Bolelli Fabio Fognini 5–7, 7–6(8–6), [10–7]  | Lloyd Glasspool Harri Heliövaara | Giulio Zeppieri Franco Agamenone      | Facundo Bagnis Bernabé Zapata Miralles Marco Cecchinato Roberto Carballés Baena |

### Srpen
| Týden od          | Turnaj | Vítězové                                     | Finalisté                                  | Semifinalisté                              | Čtvrtfinalisté                                               |
| ----------------- | --- | -------------------------------------------- | ------------------------------------------ | ------------------------------------------ | ------------------------------------------------------------ |
| 1. srpna          | Citi Open Washington, Spojené státy ATP Tour 500 2 108 110 $ – tvrdý − 48D/16Q/16Č dvouhra • čtyřhra              | Nick Kyrgios 6–4, 6–3                        | Jošihito Nišioka                           | Andrej Rubljov Mikael Ymer                 | J. J. Wolf Dan Evans Frances Tiafoe Sebastian Korda          |
| 1. srpna          | Citi Open Washington, Spojené státy ATP Tour 500 2 108 110 $ – tvrdý − 48D/16Q/16Č dvouhra • čtyřhra              | Nick Kyrgios Jack Sock 7–5, 6–4              | Ivan Dodig Austin Krajicek                 | Andrej Rubljov Mikael Ymer                 | J. J. Wolf Dan Evans Frances Tiafoe Sebastian Korda          |
| 1. srpna          | Los Cabos Open Cabo San Lucas, Mexiko ATP Tour 250 920 625 $– tvrdý − 28D/16Q/16Č dvouhra • čtyřhra               | Daniil Medveděv 7–5, 6–0                     | Cameron Norrie                             | Miomir Kecmanović Félix Auger-Aliassime    | Ričardas Berankis Brandon Nakashima Radu Albot Steve Johnson |
| 1. srpna          | Los Cabos Open Cabo San Lucas, Mexiko ATP Tour 250 920 625 $– tvrdý − 28D/16Q/16Č dvouhra • čtyřhra               | William Blumberg Miomir Kecmanović 6–0, 6–1  | Raven Klaasen Marcelo Melo                 | Miomir Kecmanović Félix Auger-Aliassime    | Ričardas Berankis Brandon Nakashima Radu Albot Steve Johnson |
| 8. srpna          | National Bank Open Montréal, Kanada ATP Masters 1000 6 573 785 $ – tvrdý − 56D/28Q/28Č dvouhra • čtyřhra          | Pablo Carreño Busta 3–6, 6–3, 6–3            | Hubert Hurkacz                             | Casper Ruud Dan Evans                      | Nick Kyrgios Félix Auger-Aliassime Jack Draper Tommy Paul    |
| 8. srpna          | National Bank Open Montréal, Kanada ATP Masters 1000 6 573 785 $ – tvrdý − 56D/28Q/28Č dvouhra • čtyřhra          | Wesley Koolhof Neal Skupski 6–2, 4–6, [10–6] | Dan Evans John Peers                       | Casper Ruud Dan Evans                      | Nick Kyrgios Félix Auger-Aliassime Jack Draper Tommy Paul    |
| 15. srpna         | Western & Southern Mason, Spojené státy ATP Tour Masters 1000 6 971 275 $ – tvrdý − 56D/28Q/28Č dvouhra • čtyřhra | Borna Ćorić 7–6(7–0), 6–2                    | Stefanos Tsitsipas                         | Daniil Medveděv Cameron Norrie             | Taylor Fritz John Isner Carlos Alcaraz Félix Auger-Aliassime |
| 15. srpna         | Western & Southern Mason, Spojené státy ATP Tour Masters 1000 6 971 275 $ – tvrdý − 56D/28Q/28Č dvouhra • čtyřhra | Rajeev Ram Joe Salisbury 7–6(7–4), 7–6(7–5)  | Tim Pütz Michael Venus                     | Daniil Medveděv Cameron Norrie             | Taylor Fritz John Isner Carlos Alcaraz Félix Auger-Aliassime |
| 22. srpna         | Winston-Salem Open Winston-Salem, Spojené státy ATP Tour 250 823 420 $ – tvrdý − 48D/16Q/16Č dvouhra • čtyřhra    | Adrian Mannarino 7–6(7–1), 6–4               | Laslo Djere                                | Marc-Andrea Hüsler Botic van de Zandschulp | Jack Draper Richard Gasquet Maxime Cressy Benjamin Bonzi     |
| 22. srpna         | Winston-Salem Open Winston-Salem, Spojené státy ATP Tour 250 823 420 $ – tvrdý − 48D/16Q/16Č dvouhra • čtyřhra    | Matthew Ebden Jamie Murray 6–4, 6–2          | Hugo Nys Jan Zieliński                     | Marc-Andrea Hüsler Botic van de Zandschulp | Jack Draper Richard Gasquet Maxime Cressy Benjamin Bonzi     |
| 29. srpna 5. září | US Open New York, Spojené státy Grand Slam 27 915 200 $ – tvrdý 128D/128Q/64Č/32X dvouhra • čtyřhra • mix         | Carlos Alcaraz 6–4, 2–6, 7–6(7–1), 6–3       | Casper Ruud                                | Karen Chačanov Frances Tiafoe              | Nick Kyrgios Matteo Berrettini Jannik Sinner Andrej Rubljov  |
| 29. srpna 5. září | US Open New York, Spojené státy Grand Slam 27 915 200 $ – tvrdý 128D/128Q/64Č/32X dvouhra • čtyřhra • mix         | Rajeev Ram Joe Salisbury 7–6(7–4), 7–5       | Wesley Koolhof Neal Skupski                | Karen Chačanov Frances Tiafoe              | Nick Kyrgios Matteo Berrettini Jannik Sinner Andrej Rubljov  |
| 29. srpna 5. září | US Open New York, Spojené státy Grand Slam 27 915 200 $ – tvrdý 128D/128Q/64Č/32X dvouhra • čtyřhra • mix         | Storm Sandersová John Peers 4–6, 6–4, [10–7] | Kirsten Flipkensová Édouard Roger-Vasselin | Karen Chačanov Frances Tiafoe              | Nick Kyrgios Matteo Berrettini Jannik Sinner Andrej Rubljov  |

### Září
| Týden od | Turnaj | Vítězové                                           | Finalisté                                             | Semifinalisté                        | Čtvrtfinalisté                                                        |
| -------- | --- | -------------------------------------------------- | ----------------------------------------------------- | ------------------------------------ | --------------------------------------------------------------------- |
| 12. září | Davis Cup, skupinová fáze finále Bologna, Itálie Glasgow, Spojené království Hamburk, Německo Valencie, Španělsko tvrdý (h) – 16 týmů | Vítězové Itálie Španělsko Německo Nizozemsko       | Postupující Chorvatsko Kanada Austrálie Spojené státy |                                      |                                                                       |
| 19. září | Laver Cup Londýn, Spojené království 2 250 000 $ – tvrdý (h)                                                                          | Tým světa 13–8                                     | Tým Evropy                                            |                                      |                                                                       |
| 19. září | Moselle Open Mety, Francie ATP 250 597 900 $ – tvrdý (h) – 28D/16Q/16Č dvouhra • čtyřhra                                              | Lorenzo Sonego 7–6(7–3), 6–2                       | Alexandr Bublik                                       | Stan Wawrinka Hubert Hurkacz         | Mikael Ymer Holger Rune Sebastian Korda Arthur Rinderknech            |
| 19. září | Moselle Open Mety, Francie ATP 250 597 900 $ – tvrdý (h) – 28D/16Q/16Č dvouhra • čtyřhra                                              | Hugo Nys Jan Zieliński 7–6(7–5), 6–4               | Lloyd Glasspool Harri Heliövaara                      | Stan Wawrinka Hubert Hurkacz         | Mikael Ymer Holger Rune Sebastian Korda Arthur Rinderknech            |
| 19. září | San Diego Open San Diego, Spojené státy ATP 250 661 800 $ – tvrdý – 28D/16Q/16Č dvouhra • čtyřhra                                     | Brandon Nakashima 6–4, 6–4                         | Marcos Giron                                          | Dan Evans Christopher O'Connell      | Constant Lestienne James Duckworth Daniel Elahi Galán Jenson Brooksby |
| 19. září | San Diego Open San Diego, Spojené státy ATP 250 661 800 $ – tvrdý – 28D/16Q/16Č dvouhra • čtyřhra                                     | Nathaniel Lammons Jackson Withrow 7–6(7–5), 6–2    | Jason Kubler Luke Saville                             | Dan Evans Christopher O'Connell      | Constant Lestienne James Duckworth Daniel Elahi Galán Jenson Brooksby |
| 26. září | Tel Aviv Watergen Open Tel Aviv, Izrael ATP 250 1 019 855 $ – tvrdý (h) – 28D/16Q/16Č dvouhra • čtyřhra                               | Novak Djoković 6–3, 6–4                            | Marin Čilić                                           | Roman Safiullin Constant Lestienne   | Vasek Pospisil Arthur Rinderknech Maxime Cressy Liam Broady           |
| 26. září | Tel Aviv Watergen Open Tel Aviv, Izrael ATP 250 1 019 855 $ – tvrdý (h) – 28D/16Q/16Č dvouhra • čtyřhra                               | Rohan Bopanna Matwé Middelkoop 6–2, 6–4            | Santiago González Andrés Molteni                      | Roman Safiullin Constant Lestienne   | Vasek Pospisil Arthur Rinderknech Maxime Cressy Liam Broady           |
| 26. září | Sofia Open Sofie, Bulharsko ATP Tour 250 597 900 € – tvrdý (h) – 28D/16Q/16Č dvouhra • čtyřhra                                        | Marc-Andrea Hüsler 6–4, 7–6(10–8)                  | Holger Rune                                           | Jannik Sinner Lorenzo Musetti        | Aleksandar Vukic Ilja Ivaška Jan-Lennard Struff Kamil Majchrzak       |
| 26. září | Sofia Open Sofie, Bulharsko ATP Tour 250 597 900 € – tvrdý (h) – 28D/16Q/16Č dvouhra • čtyřhra                                        | Rafael Matos David Vega Hernández 3–6, 7–5, [10–8] | Fabian Fallert Oscar Otte                             | Jannik Sinner Lorenzo Musetti        | Aleksandar Vukic Ilja Ivaška Jan-Lennard Struff Kamil Majchrzak       |
| 26. září | Korea Open Soul, Jižní Korea ATP 250 1 237 570 $ – tvrdý – 28D/16Q/16Č dvouhra • čtyřhra                                              | Jošihito Nišioka 6–4, 7–6(7–5)                     | Denis Shapovalov                                      | Aleksandar Kovacevic Jenson Brooksby | Casper Ruud Mackenzie McDonald Radu Albot Cameron Norrie              |
| 26. září | Korea Open Soul, Jižní Korea ATP 250 1 237 570 $ – tvrdý – 28D/16Q/16Č dvouhra • čtyřhra                                              | Raven Klaasen Nathaniel Lammons 6–1, 7–5           | Nicolás Barrientos Miguel Ángel Reyes-Varela          | Aleksandar Kovacevic Jenson Brooksby | Casper Ruud Mackenzie McDonald Radu Albot Cameron Norrie              |

### Říjen
| Týden od  | Turnaj | Vítězové                                                   | Finalisté                            | Semifinalisté                            | Čtvrtfinalisté                                                               |
| --------- | --- | ---------------------------------------------------------- | ------------------------------------ | ---------------------------------------- | ---------------------------------------------------------------------------- |
| 3. října  | Astana Open Astana, Kazachstán ATP 500 2 054 825 $ – tvrdý (h) – 32D/16Q/16Č dvouhra • čtyřhra                      | Novak Djoković 6–3, 6–4                                    | Stefanos Tsitsipas                   | Andrej Rubljov Daniil Medveděv           | Adrian Mannarino Hubert Hurkacz Karen Chačanov Roberto Bautista Agut         |
| 3. října  | Astana Open Astana, Kazachstán ATP 500 2 054 825 $ – tvrdý (h) – 32D/16Q/16Č dvouhra • čtyřhra                      | Nikola Mektić Mate Pavić 6–4, 6–2                          | Adrian Mannarino Fabrice Martin      | Andrej Rubljov Daniil Medveděv           | Adrian Mannarino Hubert Hurkacz Karen Chačanov Roberto Bautista Agut         |
| 3. října  | Rakuten Japan Open Tennis Championships Tokio, Japonsko ATP 500 2 108 110 $ – tvrdý – 32D/16Q/16Č dvouhra • čtyřhra | Taylor Fritz 7–6(7–3), 7–6(7–2)                            | Frances Tiafoe                       | Kwon Sun-u Denis Shapovalov              | Pedro Martínez Miomir Kecmanović Nick Kyrgios Borna Ćorić                    |
| 3. října  | Rakuten Japan Open Tennis Championships Tokio, Japonsko ATP 500 2 108 110 $ – tvrdý – 32D/16Q/16Č dvouhra • čtyřhra | Mackenzie McDonald Marcelo Melo 6–4, 3–6, [10–4]           | Rafael Matos David Vega Hernández    | Kwon Sun-u Denis Shapovalov              | Pedro Martínez Miomir Kecmanović Nick Kyrgios Borna Ćorić                    |
| 10. října | UniCredit Firenze Open Florencie, Itálie ATP 250 725 540 € – tvrdý (h) – 28D/16Q/16Č dvouhra • čtyřhra              | Félix Auger-Aliassime 6–4, 6–4                             | J. J. Wolf                           | Lorenzo Musetti Mikael Ymer              | Brandon Nakashima Mackenzie McDonald Alexandr Bublik Roberto Carballés Baena |
| 10. října | UniCredit Firenze Open Florencie, Itálie ATP 250 725 540 € – tvrdý (h) – 28D/16Q/16Č dvouhra • čtyřhra              | Nicolas Mahut Édouard Roger-Vasselin 7–6(7–4), 6–3         | Ivan Dodig Austin Krajicek           | Lorenzo Musetti Mikael Ymer              | Brandon Nakashima Mackenzie McDonald Alexandr Bublik Roberto Carballés Baena |
| 10. října | Gijón Open Gijón, Španělsko ATP 250 725 540 € – tvrdý (h) – 28D/16Q/16Č dvouhra • čtyřhra                           | Andrej Rubljov 6–2, 6–3                                    | Sebastian Korda                      | Dominic Thiem Arthur Rinderknech         | Tommy Paul Francisco Cerúndolo Andy Murray Pablo Carreño Busta               |
| 10. října | Gijón Open Gijón, Španělsko ATP 250 725 540 € – tvrdý (h) – 28D/16Q/16Č dvouhra • čtyřhra                           | Máximo González Andrés Molteni 6–7(6–8), 7–6(7–4), [10–5]  | Nathaniel Lammons Jackson Withrow    | Dominic Thiem Arthur Rinderknech         | Tommy Paul Francisco Cerúndolo Andy Murray Pablo Carreño Busta               |
| 17. října | European Open Antverpy, Belgie ATP Tour 250 725 540 € – tvrdý (h) – 28D/16Q/16Č dvouhra • čtyřhra                   | Félix Auger-Aliassime 6–3, 6–4                             | Sebastian Korda                      | Dominic Thiem Richard Gasquet            | Hubert Hurkacz Jošihito Nišioka David Goffin Dan Evans                       |
| 17. října | European Open Antverpy, Belgie ATP Tour 250 725 540 € – tvrdý (h) – 28D/16Q/16Č dvouhra • čtyřhra                   | Tallon Griekspoor Botic van de Zandschulp 3–6, 6–3, [10–5] | Rohan Bopanna Matwé Middelkoop       | Dominic Thiem Richard Gasquet            | Hubert Hurkacz Jošihito Nišioka David Goffin Dan Evans                       |
| 17. října | Stockholm Open Stockholm, Švédsko ATP 250 725 540 € – tvrdý (h) – 28D/16Q/16Č dvouhra • čtyřhra                     | Holger Rune 6–4, 6–4                                       | Stefanos Tsitsipas                   | Emil Ruusuvuori Alex de Minaur           | Mikael Ymer Frances Tiafoe Denis Shapovalov Cameron Norrie                   |
| 17. října | Stockholm Open Stockholm, Švédsko ATP 250 725 540 € – tvrdý (h) – 28D/16Q/16Č dvouhra • čtyřhra                     | Marcelo Arévalo Jean-Julien Rojer 6–3, 6–3                 | Lloyd Glasspool Harri Heliövaara     | Emil Ruusuvuori Alex de Minaur           | Mikael Ymer Frances Tiafoe Denis Shapovalov Cameron Norrie                   |
| 17. října | Tennis Napoli Cup Neapol, Itálie ATP 250 725 540 € – tvrdý – 28D/16Q/16Č dvouhra • čtyřhra                          | Lorenzo Musetti 7–6(7–5), 6–2                              | Matteo Berrettini                    | Miomir Kecmanović Mackenzie McDonald     | Pablo Carreño Busta Daniel Elahi Galán Čang Č’-čen Taró Daniel               |
| 17. října | Tennis Napoli Cup Neapol, Itálie ATP 250 725 540 € – tvrdý – 28D/16Q/16Č dvouhra • čtyřhra                          | Ivan Dodig Austin Krajicek 6–3, 1–6, [10–8]                | Matthew Ebden John Peers             | Miomir Kecmanović Mackenzie McDonald     | Pablo Carreño Busta Daniel Elahi Galán Čang Č’-čen Taró Daniel               |
| 24. října | Swiss Indoors Basilej, Švýcarsko ATP 500 2 276 105 € – tvrdý (h) – 32D/16Q/16Č dvouhra • čtyřhra                    | Félix Auger-Aliassime 6–3, 7–5                             | Holger Rune                          | Carlos Alcaraz Roberto Bautista Agut     | Pablo Carreño Busta Alexandr Bublik Arthur Rinderknech Stan Wawrinka         |
| 24. října | Swiss Indoors Basilej, Švýcarsko ATP 500 2 276 105 € – tvrdý (h) – 32D/16Q/16Č dvouhra • čtyřhra                    | Ivan Dodig Austin Krajicek 6–4, 7–6(7–5)                   | Nicolas Mahut Édouard Roger-Vasselin | Carlos Alcaraz Roberto Bautista Agut     | Pablo Carreño Busta Alexandr Bublik Arthur Rinderknech Stan Wawrinka         |
| 24. října | Erste Bank Open Vídeň, Rakousko ATP Tour 500 2 489 935 € – tvrdý (h) – 32D/16Q/16Č dvouhra • čtyřhra                | Daniil Medveděv 4–6, 6–3, 6–2                              | Denis Shapovalov                     | Grigor Dimitrov Borna Ćorić              | Jannik Sinner Marcos Giron Dan Evans Hubert Hurkacz                          |
| 24. října | Erste Bank Open Vídeň, Rakousko ATP Tour 500 2 489 935 € – tvrdý (h) – 32D/16Q/16Č dvouhra • čtyřhra                | Alexander Erler Lucas Miedler 6–3, 7–6(7–1)                | Santiago González Andrés Molteni     | Grigor Dimitrov Borna Ćorić              | Jannik Sinner Marcos Giron Dan Evans Hubert Hurkacz                          |
| 31. října | Rolex Paris Masters Paříž, Francie ATP Tour Masters 1000 6 008 725 € – tvrdý (h) – 56D/28Q/24Č dvouhra • čtyřhra    | Holger Rune 3–6, 6–3, 7–5                                  | Novak Djoković                       | Félix Auger-Aliassime Stefanos Tsitsipas | Carlos Alcaraz Frances Tiafoe Lorenzo Musetti Tommy Paul                     |
| 31. října | Rolex Paris Masters Paříž, Francie ATP Tour Masters 1000 6 008 725 € – tvrdý (h) – 56D/28Q/24Č dvouhra • čtyřhra    | Wesley Koolhof Neal Skupski 7–6(7–5), 6–4                  | Ivan Dodig Austin Krajicek           | Félix Auger-Aliassime Stefanos Tsitsipas | Carlos Alcaraz Frances Tiafoe Lorenzo Musetti Tommy Paul                     |

### Listopad
| Týden od      | Turnaj                                                                                                 | Vítězové                                  | Finalisté                | Semifinalisté                | Čtvrtfinalisté                                                                         |
| ------------- | --- | ----------------------------------------- | ------------------------ | ---------------------------- | -------------------------------------------------------------------------------------- |
| 7. listopadu  | Next Gen ATP Finals Milán, Itálie Next Generation ATP Finals 1 400 000 $ – tvrdý (h) – 8D (ZS) dvouhra | Brandon Nakashima 4–3(7–5), 4–3(8–6), 4–2 | Jiří Lehečka             | Jack Draper Dominic Stricker | Základní skupina Francesco Passaro Matteo Arnaldi Lorenzo Musetti Ceng Čchun-sin       |
| 14. listopadu | ATP Finals Turín, Itálie ATP Finals 14 750 000 $ – tvrdý (h) – 8D/8Č (ZS) dvouhra • čtyřhra            | Novak Djoković 7–5, 6–3                   | Casper Ruud              | Andrej Rubljov Taylor Fritz  | Základní skupina Félix Auger-Aliassime Stefanos Tsitsipas Rafael Nadal Daniil Medveděv |
| 14. listopadu | ATP Finals Turín, Itálie ATP Finals 14 750 000 $ – tvrdý (h) – 8D/8Č (ZS) dvouhra • čtyřhra            | Rajeev Ram Joe Salisbury 7–6(7–4), 6–4    | Nikola Mektić Mate Pavić | Andrej Rubljov Taylor Fritz  | Základní skupina Félix Auger-Aliassime Stefanos Tsitsipas Rafael Nadal Daniil Medveděv |
| 21. listopadu | Davis Cup, vyřazovací fáze finále Málaga, Španělsko tvrdý (h)                                          | Kanada 2–0                                | Austrálie                | Itálie Chorvatsko            | Spojené státy Německo Nizozemsko Španělsko                                             |

### Zrušené turnaje
Pandemie covidu-19 postihla mužský okruh ATP Tour i ženský okruh WTA Tour. Tabulka uvádí všechny zrušené či přeložené turnaje.
| Týden od     | turnaj                                                      | stav                                          |
| ------------ | ----------------------------------------------------------- | --------------------------------------------- |
| 10. ledna    | ASB Classic Auckland, Nový Zéland ATP Tour 250 tvrdý        | zrušeno                                       |
| 19. září     | Astana Open Astana, Kazachstán ATP Tour 250 tvrdý (h)       | povýšen do ATP Tour 500, přeložen na 3. října |
| 26. září     | Chengdu Open Čcheng-tu, Čína ATP Tour 250 tvrdý             | zrušeno pro proticovidová omezení             |
| 26. září     | Zhuhai Championships Ču-chaj, Čína ATP Tour 250 tvrdý       | zrušeno pro proticovidová omezení             |
| 3. října     | China Open Peking, Čína ATP Tour 500 tvrdý                  | zrušeno pro proticovidová omezení             |
| 9. října     | Shanghai Masters Šanghaj, Čína ATP Tour Masters 1000 tvrdý  | zrušeno pro proticovidová omezení             |
| 17. října    | Kremlin Cup Moskva, Rusko ATP Tour 250 tvrdý (h)            | zrušeno v důsledku ruské invaze na Ukrajinu   |
| 7. listopadu | St. Petersburg Open Petrohrad, Rusko ATP Tour 250 tvrdý (h) | zrušeno v důsledku ruské invaze na Ukrajinu   |

## Statistiky

### Tituly podle tenistů
|        |                               | Grand Slam | Grand Slam | Grand Slam | Turnaj mistrů | Turnaj mistrů | ATP 1000 | ATP 1000 | ATP 500 | ATP 500 | ATP 250 | ATP 250 | Celkem | Celkem | Celkem |
| Celkem | Tenista                       | D          | Č          | X          | D             | Č             | D        | Č        | D       | Č       | D       | Č       | D      | Č      | X      |
| ------ | ----------------------------- | ---------- | ---------- | ---------- | ------------- | ------------- | -------- | -------- | ------- | ------- | ------- | ------- | ------ | ------ | ------ |
| 8      | Wesley Koolhof (NED)          |            |            | ●          |               |               |          | ●        |         |         |         | ●       | 0      | 7      | 1      |
| 8      | Neal Skupski (GBR)            |            |            | ●          |               |               |          | ●        |         |         |         | ●       | 0      | 7      | 1      |
| 6      | Mate Pavić (CRO)              |            |            |            |               |               |          | ●        |         | ●       |         | ●       | 0      | 6      | 0      |
| 5      | Novak Djoković (SRB)          | ●          |            |            | ●             |               | ●        |          | ●       |         | ●       |         | 5      | 0      | 0      |
| 5      | Carlos Alcaraz (ESP)          | ●          |            |            |               |               | ●        |          | ●       |         |         |         | 5      | 0      | 0      |
| 5      | Nikola Mektić (CRO)           |            |            |            |               |               |          | ●        |         | ●       |         | ●       | 0      | 5      | 0      |
| 5      | Andrej Rubljov                |            |            |            |               |               |          |          | ●       |         | ●       | ●       | 4      | 1      | 0      |
| 5      | Rafael Matos (BRA)            |            |            |            |               |               |          |          |         |         |         | ●       | 0      | 5      | 0      |
| 4      | Rafael Nadal (ESP)            | ●          |            |            |               |               |          |          | ●       |         | ●       |         | 4      | 0      | 0      |
| 4      | Rajeev Ram (USA)              |            | ●          |            |               | ●             |          | ●        |         |         |         |         | 0      | 4      | 0      |
| 4      | Joe Salisbury (GBR)           |            | ●          |            |               | ●             |          | ●        |         |         |         |         | 0      | 4      | 0      |
| 4      | Nick Kyrgios (AUS)            |            | ●          |            |               |               |          |          | ●       | ●       |         | ●       | 1      | 3      | 0      |
| 4      | Marcelo Arévalo (ESA)         |            | ●          |            |               |               |          |          |         |         |         | ●       | 0      | 4      | 0      |
| 4      | Jean-Julien Rojer (NED)       |            | ●          |            |               |               |          |          |         |         |         | ●       | 0      | 4      | 0      |
| 4      | Ivan Dodig (CRO)              |            |            | ●          |               |               |          |          |         | ●       |         | ●       | 0      | 3      | 1      |
| 4      | Félix Auger-Aliassime (CAN)   |            |            |            |               |               |          |          | ●       |         | ●       |         | 4      | 0      | 0      |
| 4      | David Vega Hernández (ESP)    |            |            |            |               |               |          |          |         |         |         | ●       | 0      | 4      | 0      |
| 3      | Thanasi Kokkinakis (AUS)      |            | ●          |            |               |               |          |          |         |         | ●       | ●       | 1      | 2      | 0      |
| 3      | Matthew Ebden (AUS)           |            | ●          |            |               |               |          |          |         |         |         | ●       | 0      | 3      | 0      |
| 3      | Taylor Fritz (USA)            |            |            |            |               |               | ●        |          | ●       |         | ●       |         | 3      | 0      | 0      |
| 3      | Stefanos Tsitsipas (GRE)      |            |            |            |               |               | ●        |          |         | ●       | ●       |         | 2      | 1      | 0      |
| 3      | Holger Rune (DEN)             |            |            |            |               |               | ●        |          |         |         | ●       |         | 3      | 0      | 0      |
| 3      | Hubert Hurkacz (POL)          |            |            |            |               |               |          | ●        | ●       |         |         | ●       | 1      | 2      | 0      |
| 3      | Austin Krajicek (USA)         |            |            |            |               |               |          |          |         | ●       |         | ●       | 0      | 3      | 0      |
| 3      | Casper Ruud (NOR)             |            |            |            |               |               |          |          |         |         | ●       |         | 3      | 0      | 0      |
| 3      | Rohan Bopanna (IND)           |            |            |            |               |               |          |          |         |         |         | ●       | 0      | 3      | 0      |
| 3      | Andrés Molteni (ARG)          |            |            |            |               |               |          |          |         |         |         | ●       | 0      | 3      | 0      |
| 2      | Max Purcell (AUS)             |            | ●          |            |               |               |          |          |         |         |         | ●       | 0      | 2      | 0      |
| 2      | John Peers (AUS)              |            |            | ●          |               |               |          |          |         |         |         | ●       | 0      | 1      | 1      |
| 2      | John Isner (USA)              |            |            |            |               |               |          | ●        |         |         |         |         | 0      | 2      | 0      |
| 2      | Jack Sock (USA)               |            |            |            |               |               |          | ●        |         | ●       |         |         | 0      | 2      | 0      |
| 2      | Matteo Berrettini (ITA)       |            |            |            |               |               |          |          | ●       |         | ●       |         | 2      | 0      | 0      |
| 2      | Daniil Medveděv               |            |            |            |               |               |          |          | ●       |         | ●       |         | 2      | 0      | 0      |
| 2      | Lorenzo Musetti (ITA)         |            |            |            |               |               |          |          | ●       |         | ●       |         | 2      | 0      | 0      |
| 2      | Simone Bolelli (ITA)          |            |            |            |               |               |          |          |         | ●       |         | ●       | 0      | 2      | 0      |
| 2      | Fabio Fognini (ITA)           |            |            |            |               |               |          |          |         | ●       |         | ●       | 0      | 2      | 0      |
| 2      | Kevin Krawietz (GER)          |            |            |            |               |               |          |          |         | ●       |         | ●       | 0      | 2      | 0      |
| 2      | Matwé Middelkoop (NED)        |            |            |            |               |               |          |          |         | ●       |         | ●       | 0      | 2      | 0      |
| 2      | Andreas Mies (GER)            |            |            |            |               |               |          |          |         | ●       |         | ●       | 0      | 2      | 0      |
| 2      | Roberto Bautista Agut (ESP)   |            |            |            |               |               |          |          |         |         | ●       |         | 2      | 0      | 0      |
| 2      | Cameron Norrie (GBR)          |            |            |            |               |               |          |          |         |         | ●       |         | 2      | 0      | 0      |
| 2      | Reilly Opelka (USA)           |            |            |            |               |               |          |          |         |         | ●       |         | 2      | 0      | 0      |
| 2      | Pedro Martínez (ESP)          |            |            |            |               |               |          |          |         |         | ●       | ●       | 1      | 1      | 0      |
| 2      | Lorenzo Sonego (ITA)          |            |            |            |               |               |          |          |         |         | ●       | ●       | 1      | 1      | 0      |
| 2      | William Blumberg (USA)        |            |            |            |               |               |          |          |         |         |         | ●       | 0      | 2      | 0      |
| 2      | Francisco Cabral (POR)        |            |            |            |               |               |          |          |         |         |         | ●       | 0      | 2      | 0      |
| 2      | Santiago González (MEX)       |            |            |            |               |               |          |          |         |         |         | ●       | 0      | 2      | 0      |
| 2      | Nathaniel Lammons (USA)       |            |            |            |               |               |          |          |         |         |         | ●       | 0      | 2      | 0      |
| 2      | Nicolas Mahut (FRA)           |            |            |            |               |               |          |          |         |         |         | ●       | 0      | 2      | 0      |
| 2      | Ramkumar Ramanathan (IND)     |            |            |            |               |               |          |          |         |         |         | ●       | 0      | 2      | 0      |
| 1      | Pablo Carreño Busta (ESP)     |            |            |            |               |               | ●        |          |         |         |         |         | 1      | 0      | 0      |
| 1      | Borna Ćorić (CRO)             |            |            |            |               |               | ●        |          |         |         |         |         | 1      | 0      | 0      |
| 1      | Alexander Erler (AUT)         |            |            |            |               |               |          |          |         | ●       |         |         | 0      | 1      | 0      |
| 1      | Lloyd Glasspool (GBR)         |            |            |            |               |               |          |          |         | ●       |         |         | 0      | 1      | 0      |
| 1      | Marcel Granollers (ESP)       |            |            |            |               |               |          |          |         | ●       |         |         | 0      | 1      | 0      |
| 1      | Robin Haase (NED)             |            |            |            |               |               |          |          |         | ●       |         |         | 0      | 1      | 0      |
| 1      | Harri Heliövaara (FIN)        |            |            |            |               |               |          |          |         | ●       |         |         | 0      | 1      | 0      |
| 1      | Feliciano López (ESP)         |            |            |            |               |               |          |          |         | ●       |         |         | 0      | 1      | 0      |
| 1      | Mackenzie McDonald (USA)      |            |            |            |               |               |          |          |         | ●       |         |         | 0      | 1      | 0      |
| 1      | Marcelo Melo (BRA)            |            |            |            |               |               |          |          |         | ●       |         |         | 0      | 1      | 0      |
| 1      | Lucas Miedler (AUT)           |            |            |            |               |               |          |          |         | ●       |         |         | 0      | 1      | 0      |
| 1      | Tim Pütz (GER)                |            |            |            |               |               |          |          |         | ●       |         |         | 0      | 1      | 0      |
| 1      | Michael Venus (NZL)           |            |            |            |               |               |          |          |         | ●       |         |         | 0      | 1      | 0      |
| 1      | Horacio Zeballos (ARG)        |            |            |            |               |               |          |          |         | ●       |         |         | 0      | 1      | 0      |
| 1      | Sebastián Báez (ARG)          |            |            |            |               |               |          |          |         |         | ●       |         | 1      | 0      | 0      |
| 1      | Alexandr Bublik (KAZ)         |            |            |            |               |               |          |          |         |         | ●       |         | 1      | 0      | 0      |
| 1      | Francisco Cerúndolo (ARG)     |            |            |            |               |               |          |          |         |         | ●       |         | 1      | 0      | 0      |
| 1      | Maxime Cressy (USA)           |            |            |            |               |               |          |          |         |         | ●       |         | 1      | 0      | 0      |
| 1      | Alex de Minaur (AUS)          |            |            |            |               |               |          |          |         |         | ●       |         | 1      | 0      | 0      |
| 1      | David Goffin (BEL)            |            |            |            |               |               |          |          |         |         | ●       |         | 1      | 0      | 0      |
| 1      | Marc-Andrea Hüsler (SWI)      |            |            |            |               |               |          |          |         |         | ●       |         | 1      | 0      | 0      |
| 1      | Aslan Karacev                 |            |            |            |               |               |          |          |         |         | ●       |         | 1      | 0      | 0      |
| 1      | Adrian Mannarino (FRA)        |            |            |            |               |               |          |          |         |         | ●       |         | 1      | 0      | 0      |
| 1      | Gaël Monfils (FRA)            |            |            |            |               |               |          |          |         |         | ●       |         | 1      | 0      | 0      |
| 1      | Brandon Nakashima (USA)       |            |            |            |               |               |          |          |         |         | ●       |         | 1      | 0      | 0      |
| 1      | Jošihito Nišioka (JPN)        |            |            |            |               |               |          |          |         |         | ●       |         | 1      | 0      | 0      |
| 1      | Albert Ramos-Viñolas (ESP)    |            |            |            |               |               |          |          |         |         | ●       |         | 1      | 0      | 0      |
| 1      | Jannik Sinner (ITA)           |            |            |            |               |               |          |          |         |         | ●       |         | 1      | 0      | 0      |
| 1      | João Sousa (POR)              |            |            |            |               |               |          |          |         |         | ●       |         | 1      | 0      | 0      |
| 1      | Tim van Rijthoven (NED)       |            |            |            |               |               |          |          |         |         | ●       |         | 1      | 0      | 0      |
| 1      | Ariel Behar (URU)             |            |            |            |               |               |          |          |         |         |         | ●       | 0      | 1      | 0      |
| 1      | Nuno Borges (POR)             |            |            |            |               |               |          |          |         |         |         | ●       | 0      | 1      | 0      |
| 1      | Tomislav Brkić (BIH)          |            |            |            |               |               |          |          |         |         |         | ●       | 0      | 1      | 0      |
| 1      | Gonzalo Escobar (ECU)         |            |            |            |               |               |          |          |         |         |         | ●       | 0      | 1      | 0      |
| 1      | Máximo González (ARG)         |            |            |            |               |               |          |          |         |         |         | ●       | 0      | 1      | 0      |
| 1      | Tallon Griekspoor (NED)       |            |            |            |               |               |          |          |         |         |         | ●       | 0      | 1      | 0      |
| 1      | Pierre-Hugues Herbert (FRA)   |            |            |            |               |               |          |          |         |         |         | ●       | 0      | 1      | 0      |
| 1      | Steve Johnson (USA)           |            |            |            |               |               |          |          |         |         |         | ●       | 0      | 1      | 0      |
| 1      | Miomir Kecmanović (SRB)       |            |            |            |               |               |          |          |         |         |         | ●       | 0      | 1      | 0      |
| 1      | Raven Klaasen (RSA)           |            |            |            |               |               |          |          |         |         |         | ●       | 0      | 1      | 0      |
| 1      | Felipe Meligeni Alves (BRA)   |            |            |            |               |               |          |          |         |         |         | ●       | 0      | 1      | 0      |
| 1      | Denys Molčanov (UKR)          |            |            |            |               |               |          |          |         |         |         | ●       | 0      | 1      | 0      |
| 1      | Jamie Murray (GBR)            |            |            |            |               |               |          |          |         |         |         | ●       | 0      | 1      | 0      |
| 1      | Hugo Nys (MON)                |            |            |            |               |               |          |          |         |         |         | ●       | 0      | 1      | 0      |
| 1      | Filip Polášek (SVK)           |            |            |            |               |               |          |          |         |         |         | ●       | 0      | 1      | 0      |
| 1      | Édouard Roger-Vasselin (FRA)  |            |            |            |               |               |          |          |         |         |         | ●       | 0      | 1      | 0      |
| 1      | Botic van de Zandschulp (NED) |            |            |            |               |               |          |          |         |         |         | ●       | 0      | 1      | 0      |
| 1      | Jackson Withrow (USA)         |            |            |            |               |               |          |          |         |         |         | ●       | 0      | 1      | 0      |
| 1      | Jan Zieliński (POL)           |            |            |            |               |               |          |          |         |         |         | ●       | 0      | 1      | 0      |

### Tituly podle států
|        |                        | Grand Slam | Grand Slam | Grand Slam | Turnaj mistrů | Turnaj mistrů | ATP 1000 | ATP 1000 | ATP 500 | ATP 500 | ATP 250 | ATP 250 | Celkem | Celkem | Celkem |
| Celkem | Stát                   | D          | Č          | X          | D             | Č             | D        | Č        | D       | Č       | D       | Č       | D      | Č      | X      |
| ------ | ---------------------- | ---------- | ---------- | ---------- | ------------- | ------------- | -------- | -------- | ------- | ------- | ------- | ------- | ------ | ------ | ------ |
| 22     | Spojené státy americké |            | 1          |            |               | 1             | 1        | 4        | 1       | 3       | 5       | 6       | 7      | 15     | 0      |
| 21     | Španělsko              | 3          |            |            |               |               | 3        |          | 3       | 2       | 5       | 5       | 14     | 7      | 0      |
| 16     | Spojené království     |            | 1          | 1          |               | 1             |          | 5        |         | 1       | 2       | 5       | 2      | 13     | 1      |
| 16     | Nizozemsko             |            | 1          | 1          |               |               |          | 3        |         | 1       | 1       | 9       | 1      | 14     | 1      |
| 11     | Austrálie              |            | 2          | 1          |               |               |          |          | 1       | 1       | 2       | 4       | 3      | 7      | 1      |
| 10     | Chorvatsko             |            |            | 1          |               |               | 1        | 1        |         | 3       |         | 4       | 1      | 8      | 1      |
| 9      | Itálie                 |            |            |            |               |               |          |          | 2       | 1       | 4       | 2       | 6      | 3      | 0      |
| 6      | Srbsko                 | 1          |            |            | 1             |               | 1        |          | 1       |         | 1       | 1       | 5      | 1      | 0      |
| 6      | Argentina              |            |            |            |               |               |          |          |         | 1       | 2       | 3       | 2      | 4      | 0      |
| 6      | Brazílie               |            |            |            |               |               |          |          |         | 1       |         | 5       | 0      | 6      | 0      |
| 4      | Salvador               |            | 1          |            |               |               |          |          |         |         |         | 3       | 0      | 4      | 0      |
| 4      | Polsko                 |            |            |            |               |               |          | 1        | 1       |         |         | 2       | 1      | 3      | 0      |
| 4      | Kanada                 |            |            |            |               |               |          |          | 2       |         | 2       |         | 4      | 0      | 0      |
| 4      | Rusko                  |            |            |            |               |               |          |          | 1       |         | 2       | 1       | 3      | 1      | 0      |
| 4      | Francie                |            |            |            |               |               |          |          |         |         | 2       | 2       | 2      | 2      | 0      |
| 3      | Řecko                  |            |            |            |               |               | 1        |          |         | 1       | 1       |         | 2      | 1      | 0      |
| 3      | Dánsko                 |            |            |            |               |               | 1        |          |         |         | 2       |         | 3      | 0      | 0      |
| 3      | Německo                |            |            |            |               |               |          |          |         | 2       |         | 1       | 0      | 3      | 0      |
| 3      | Norsko                 |            |            |            |               |               |          |          |         |         | 3       |         | 3      | 0      | 0      |
| 3      | Portugalsko            |            |            |            |               |               |          |          |         |         | 1       | 2       | 1      | 2      | 0      |
| 3      | Indie                  |            |            |            |               |               |          |          |         |         |         | 3       | 0      | 3      | 0      |
| 2      | Mexiko                 |            |            |            |               |               |          |          |         |         |         | 2       | 0      | 2      | 0      |
| 1      | Rakousko               |            |            |            |               |               |          |          |         | 1       |         |         | 0      | 1      | 0      |
| 1      | Finsko                 |            |            |            |               |               |          |          |         | 1       |         |         | 0      | 1      | 0      |
| 1      | Nový Zéland            |            |            |            |               |               |          |          |         | 1       |         |         | 0      | 1      | 0      |
| 1      | Belgie                 |            |            |            |               |               |          |          |         |         | 1       |         | 1      | 0      | 0      |
| 1      | Japonsko               |            |            |            |               |               |          |          |         |         | 1       |         | 1      | 0      | 0      |
| 1      | Kazachstán             |            |            |            |               |               |          |          |         |         | 1       |         | 1      | 0      | 0      |
| 1      | Švýcarsko              |            |            |            |               |               |          |          |         |         | 1       |         | 1      | 0      | 0      |
| 1      | Bosna a Hercegovina    |            |            |            |               |               |          |          |         |         |         | 1       | 0      | 1      | 0      |
| 1      | Ekvádor                |            |            |            |               |               |          |          |         |         |         | 1       | 0      | 1      | 0      |
| 1      | Monako                 |            |            |            |               |               |          |          |         |         |         | 1       | 0      | 1      | 0      |
| 1      | Slovensko              |            |            |            |               |               |          |          |         |         |         | 1       | 0      | 1      | 0      |
| 1      | Jižní Afrika           |            |            |            |               |               |          |          |         |         |         | 1       | 0      | 1      | 0      |
| 1      | Ukrajina               |            |            |            |               |               |          |          |         |         |         | 1       | 0      | 1      | 0      |
| 1      | Uruguay                |            |            |            |               |               |          |          |         |         |         | 1       | 0      | 1      | 0      |

### Premiérové a obhájené tituly

#### Premiérové tituly
Hráči, kteří získali první titul ve dvouhře, čtyřhře nebo smíšené čtyřhře:
Dvouhra
- Thanasi Kokkinakis (25 let a 280 dní) – Adelaide II (pavouk)
- Alexandr Bublik (24 let a 234 dní) – Montpellier (pavouk)
- Félix Auger-Aliassime (21 let a 189 dní) – Rotterdam (pavouk)
- Pedro Martínez (24 let a 307 dní) – Santiago (pavouk)
- Holger Rune (19 let a 2 dny) – Mnichov (pavouk)
- Sebastián Báez (21 let a 124 dní) – Estoril (pavouk)
- Tim van Rijthoven (25 let a 49 dní) – 's-Hertogenbosch (pavouk)
- Francisco Cerúndolo (23 let a 338 dní) – Båstad (pavouk)
- Maxime Cressy (25 let a 70 dní) – Newport (pavouk)
- Lorenzo Musetti (20 let a 143 dní) – Hamburk (pavouk)
- Brandon Nakashima (21 let a 53 dní) – San Diego (pavouk)
- Marc-Andrea Hüsler (26 let a 100 dní) – Sofie (pavouk)

Čtyřhra
- Ramkumar Ramanathan (27 let a 62 dní) – Adelaide I (pavouk)
- Denys Molčanov (34 let a 280 dní) – Marseille (pavouk)
- Stefanos Tsitsipas (23 let a 198 dní) – Acapulco (pavouk)
- Max Purcell (24 let a 7 dní) – Houston (pavouk)
- Nuno Borges (25 let a 71 dní) – Estoril (pavouk)
- Francisco Cabral (25 let a 113 dní) – Estoril (pavouk)
- Pedro Martínez (25 let a 96 dní) – Kitzbühel (pavouk)
- Miomir Kecmanović (22 let a 340 dní) – Los Cabos (pavouk)
- Nathaniel Lammons (29 let a 44 dní) – San Diego (pavouk)
- Mackenzie McDonald (27 let a 176 dní) – Tokio (pavouk)
- Tallon Griekspoor (26 let a 113 dní) – Antverpy (pavouk)
- Botic van de Zandschulp (27 let a 19 dní) – Antverpy (pavouk)

Mix
- Wesley Koolhof (33 let a 46 dní) – French Open (pavouk)
- John Peers (34 let a 47 dní) – US Open (pavouk)

#### Obhájené tituly
Hráči, kteří obhájili titul:
Dvouhra
- Stefanos Tsitsipas – Monte-Carlo (pavouk)
- Casper Ruud – Ženeva (pavouk), Gstaad (pavouk)
- Matteo Berrettini – Londýn, Queen's Club (pavouk)
- Novak Djoković – Wimbledon (pavouk)

Čtyřhra
- Kevin Krawietz – Mnichov (pavouk)
- Nikola Mektić – Řím (pavouk), Eastbourne (pavouk)
- Mate Pavić – Řím (pavouk), Eastbourne (pavouk)
- William Blumberg – Newport (pavouk)
- Rajeev Ram – US Open (pavouk)
- Joe Salisbury – US Open (pavouk)
- Jan Zieliński – Moselle Open (pavouk)

Mix
- Neal Skupski – Wimbledon (pavouk)

## Žebříček
Konečný žebříček ATP a žebříček ATP Race to Turin pro Turnaj mistrů 2022.

### Dvouhra
Tabulky uvádějí 20 nejvýše postavených tenistú na žebříčku ATP Race to Turin a konečném žebříčku ATP.
| Žebříček ATP Race | Žebříček ATP Race                       | Žebříček ATP Race | Žebříček ATP Race | Žebříček ATP Race |
| Poř.              | tenista (✓ – kvalifikován x – odhlášen) | body              | turnajů           |                   |
| ----------------- | --------------------------------------- | ----------------- | ----------------- | ----------------- |
| 1.                | Carlos Alcaraz (ESP) ✓ x                | 6 820             | 17                |                   |
| 2.                | Rafael Nadal (ESP) ✓                    | 6 020             | 12                |                   |
| 3.                | Casper Ruud (NOR) ✓                     | 5 820             | 22                |                   |
| 4.                | Stefanos Tsitsipas (GRE) ✓              | 5 550             | 23                |                   |
| 5.                | Novak Djoković (SRB) ✓                  | 4 820             | 11                |                   |
| 6.                | Félix Auger-Aliassime (CAN) ✓           | 4 195             | 27                |                   |
| 7.                | Daniil Medveděv ✓                       | 4 065             | 18                |                   |
| 8.                | Andrej Rubljov ✓                        | 3 930             | 22                |                   |
| 9.                | Taylor Fritz (USA) ✓                    | 3 355             | 21                |                   |
| 10.               | Holger Rune (DEN)                       | 2 911             | 30                |                   |
| 11.               | Hubert Hurkacz (POL)                    | 2 905             | 22                |                   |
| 12.               | Alexander Zverev (GER)                  | 2 700             | 11                |                   |
| 13.               | Pablo Carreño Busta (ESP)               | 2 495             | 25                |                   |
| 14.               | Cameron Norrie (GBR)                    | 2 445             | 24                |                   |
| 15.               | Jannik Sinner (ITA)                     | 2 410             | 18                |                   |
| 16.               | Matteo Berrettini (ITA)                 | 2 375             | 13                |                   |
| 17.               | Marin Čilić (CRO)                       | 2 105             | 20                |                   |
| 18.               | Denis Shapovalov (CAN)                  | 2 075             | 25                |                   |
| 19.               | Frances Tiafoe (USA)                    | 2 000             | 24                |                   |
| 20.               | Karen Chačanov                          | 1 990             | 25                |                   |

| Konečný žebříček ATP | Konečný žebříček ATP        | Konečný žebříček ATP | Konečný žebříček ATP | Konečný žebříček ATP | Konečný žebříček ATP | Konečný žebříček ATP | Konečný žebříček ATP |
| Poř.                 | tenista                     | bodů                 | turnajů              | '21                  | max                  | min                  | '21→'22              |
| -------------------- | --------------------------- | -------------------- | -------------------- | -------------------- | -------------------- | -------------------- | -------------------- |
| 1.                   | Carlos Alcaraz (ESP)        | 6 820                | 17                   | 32.                  | 1.                   | 33.                  | ▲31                  |
| 2.                   | Rafael Nadal (ESP)          | 6 020                | 14                   | 6.                   | 2.                   | 6.                   | ▲4                   |
| 3.                   | Casper Ruud (NOR)           | 5 820                | 23                   | 8.                   | 2.                   | 10.                  | ▲5                   |
| 4.                   | Stefanos Tsitsipas (GRE)    | 5 550                | 23                   | 4.                   | 3.                   | 7.                   | ▬                    |
| 5.                   | Novak Djoković (SRB)        | 4 820                | 14                   | 1.                   | 1.                   | 8.                   | ▼4                   |
| 6.                   | Félix Auger-Aliassime (CAN) | 4 195                | 26                   | 11.                  | 6.                   | 13.                  | ▲5                   |
| 7.                   | Daniil Medveděv             | 4 065                | 21                   | 2.                   | 1.                   | 7.                   | ▼5                   |
| 8.                   | Andrej Rubljov              | 3 930                | 23                   | 5                    | 5.                   | 11.                  | ▼3                   |
| 9.                   | Taylor Fritz (USA)          | 3 355                | 22                   | 23.                  | 8.                   | 23.                  | ▲14                  |
| 10.                  | Hubert Hurkacz (POL)        | 2 905                | 21                   | 9.                   | 9.                   | 14.                  | ▼1                   |
| 11.                  | Holger Rune (DEN)           | 2 888                | 29                   | 103.                 | 10.                  | 103.                 | ▲92                  |
| 12.                  | Alexander Zverev (GER)      | 2 700                | 18                   | 3.                   | 2.                   | 12.                  | ▼9                   |
| 13.                  | Pablo Carreño Busta (ESP)   | 2 495                | 24.                  | 20.                  | 13.                  | 23.                  | ▲7                   |
| 14.                  | Cameron Norrie (GBR)        | 2 445                | 23                   | 12.                  | 8.                   | 14.                  | ▼2                   |
| 15.                  | Jannik Sinner (ITA)         | 2 410                | 18                   | 10.                  | 10.                  | 15.                  | ▼5                   |
| 16.                  | Matteo Berrettini (ITA)     | 2 375                | 19                   | 7.                   | 6.                   | 16.                  | ▼9                   |
| 17.                  | Marin Čilić (CRO)           | 2 105                | 20                   | 30                   | 13.                  | 30.                  | ▲13                  |
| 18.                  | Denis Shapovalov (CAN)      | 2 075                | 23                   | 14.                  | 12.                  | 24.                  | ▼4                   |
| 19.                  | Frances Tiafoe (USA)        | 2 000                | 22                   | 38.                  | 17.                  | 38.                  | ▲19                  |
| 20.                  | Karen Chačanov              | 1 990                | 25                   | 29.                  | 18.                  | 31.                  | ▲9                   |

#### Světové jedničky
| Světová jednička     | datum nástupu       | datum odchodu     |
| -------------------- | ------------------- | ----------------- |
| Novak Djoković (SRB) | začátek sezóny 2022 | 27. února 2022    |
| Daniil Medveděv      | 28. února 2022      | 20. března 2022   |
| Novak Djoković (SRB) | 21. března 2022     | 12. června 2022   |
| Daniil Medveděv      | 13. června 2022     | 11. září 2022     |
| Carlos Alcaraz (ESP) | 12. září 2022       | konec sezóny 2022 |

#### Nová žebříčková maxima
Hráči, kteří v sezóně 2022 zaznamenali kariérní maximum v první padesátce žebříčku ATP (ztučnění u jmen hráčů, kteří v první světové desítce debutovali a postavení při novém maximu v Top 10; tučnou kurzivou světové jedničky v prvním období):
- Matteo Berrettini (na 6. místo 31. ledna)
- James Duckworth (na 46. místo 31. ledna)
- [p 1] Aslan Karacev (na 14. místo 7. února)
- Alexandr Bublik (na 30. místo 21. února)
- [p 1] Daniil Medveděv (na 1. místo 28. února)
- Reilly Opelka (na 17. místo 28. února)
- [p 1] Ilja Ivaška (na 41. místo 7. března)
- Alejandro Davidovich Fokina (na 27. místo 18. dubna)
- Pedro Martínez (na 42. místo 25. dubna)
- Sebastian Korda (na 30. místo 2. května)
- Marcos Giron (na 49. místo 16. května)
- Alex Molčan (na 38. místo 23. května)
- Alexander Zverev (na 2. místo 13. června)
- Jenson Brooksby (na 33. místo 13. června)
- Oscar Otte (na 36. místo 27. června)
- Benjamin Bonzi (na 44. místo 18. července)
- Francisco Cerúndolo (na 24. místo 25. července)
- Sebastián Báez (na 31. místo 1. srpna)
- Tallon Griekspoor (na 44. místo 1. srpna)
- Mackenzie McDonald (na 48. místo 1. srpna)
- Maxime Cressy (na 31. místo 8. srpna)
- Botic van de Zandschulp (na 22. místo 29. srpna)
- Carlos Alcaraz (na 1. místo 12. září)
- Casper Ruud (na 2. místo 12. září)
- Cameron Norrie (na 8. místo 12. září)
- Tommy Paul (na 28. místo 26. září)
- Taylor Fritz (na 8. místo 10. října)
- Frances Tiafoe (na 17. místo 10. října)
- Brandon Nakashima (na 43. místo 17. října)
- Lorenzo Musetti (na 23. místo 24. října)
- Miomir Kecmanović (na 28. místo 24. října)
- Arthur Rinderknech (na 42. místo 31. října)
- Félix Auger-Aliassime (na 6. místo 7. listopadu)
- Holger Rune (na 10. místo 7. listopadu)
- Jošihito Nišioka (na 36. místo 7. listopadu)
- Jack Draper (na 41. místo 7. listopadu)
- Emil Ruusuvuori (na 40. místo 21. listopadu)

### Čtyřhra
Tabulky uvádějí 10 nejvýše postavených párů na žebříčku ATP Race to Turin a 20 nejvýše postavených tenistů na konečném žebříčku ATP.
| Žebříček párů ATP Race | Žebříček párů ATP Race                           | Žebříček párů ATP Race | Žebříček párů ATP Race | Žebříček párů ATP Race |
| Poř.                   | pár (✓ – kvalifikován)                           | body                   | turnajů                |                        |
| ---------------------- | ------------------------------------------------ | ---------------------- | ---------------------- | ---------------------- |
| 1.                     | Wesley Koolhof (NED) ✓ Neal Skupski (GBR)        | 7 850                  | 25                     |                        |
| 2.                     | Rajeev Ram (USA) ✓ Joe Salisbury (GBR)           | 7 390                  | 18                     |                        |
| 3.                     | Marcelo Arévalo (ESA) ✓ Jean-Julien Rojer (NED)  | 5 455                  | 25                     |                        |
| 4.                     | Nikola Mektić (CRO) ✓ Mate Pavić (CRO)           | 5 165                  | 24                     |                        |
| 5.                     | Lloyd Glasspool (GBR) ✓ Harri Heliövaara (FIN)   | 4 000                  | 27                     |                        |
| 6.                     | Ivan Dodig (CRO) ✓ Austin Krajicek (USA)         | 3 900                  | 20                     |                        |
| 7.                     | Marcel Granollers (ESP) ✓ Horacio Zeballos (ARG) | 3 560                  | 19                     |                        |
| 8.                     | Thanasi Kokkinakis (AUS) ✓ Nick Kyrgios (AUS)    | 3 350                  | 8                      |                        |
| 9.                     | Tim Pütz (GER) Michael Venus (NZL)               | 3 140                  | 18                     |                        |
| 10.                    | Kevin Krawietz (GER) Andreas Mies (GER)          | 2 910                  | 25                     |                        |

| Konečný žebříček ATP | Konečný žebříček ATP     | Konečný žebříček ATP | Konečný žebříček ATP | Konečný žebříček ATP | Konečný žebříček ATP | Konečný žebříček ATP | Konečný žebříček ATP |
| Poř.                 | tenista                  | bodů                 | turnajů              | '21                  | max                  | min                  | '21→'22              |
| -------------------- | ------------------------ | -------------------- | -------------------- | -------------------- | -------------------- | -------------------- | -------------------- |
| 1.                   | Wesley Koolhof (NED)     | 7 850                | 24                   | 21.                  | 1.                   | 21.                  | ▲20                  |
| 1.                   | Neal Skupski (GBR)       | 7 850                | 24                   | 20.                  | 1.                   | 20.                  | ▲19                  |
| 3.                   | Rajeev Ram (USA)         | 7 480                | 19                   | 4.                   | 1.                   | 4.                   | ▲1                   |
| 4.                   | Joe Salisbury (GBR)      | 7 390                | 18                   | 3.                   | 1.                   | 4.                   | ▼1                   |
| 5.                   | Mate Pavić (CRO)         | 5 325                | 25                   | 1.                   | 1.                   | 12.                  | ▼4                   |
| 6.                   | Marcelo Arévalo (ESA)    | 5 230                | 24                   | 31.                  | 5.                   | 31.                  | ▲25                  |
| 6.                   | Jean-Julien Rojer (NED)  | 5 230                | 25                   | 38.                  | 5.                   | 38.                  | ▲32                  |
| 8.                   | Nikola Mektić (CRO)      | 5 120                | 24                   | 2.                   | 2.                   | 13.                  | ▼6                   |
| 9.                   | Ivan Dodig (CRO)         | 4 210                | 28.                  | 12                   | 8.                   | 32.                  | ▲3                   |
| 10.                  | Austin Krajicek (USA)    | 4 205                | 30                   | 40.                  | 9.                   | 46.                  | ▲30                  |
| 11.                  | Harri Heliövaara (FIN)   | 4 035                | 30                   | 65.                  | 11.                  | 64.                  | ▲54                  |
| 12.                  | Lloyd Glasspool (GBR)    | 3 955                | 30                   | 80.                  | 12.                  | 78.                  | ▲68                  |
| 13.                  | Nick Kyrgios (AUS)       | 3 940                | 11                   | 231.                 | 11.                  | 262.                 | ▲218                 |
| 14.                  | Horacio Zeballos (ARG)   | 3 710                | 21                   | 6.                   | 3.                   | 14.                  | ▼8                   |
| 15.                  | Thanasi Kokkinakis (AUS) | 3 620                | 12                   | 429.                 | 15.                  | 434.                 | ▲414                 |
| 16.                  | Michael Venus (NZL)      | 3 590                | 23                   | 15.                  | 6.                   | 16.                  | ▼1                   |
| 17.                  | Marcel Granollers (ESP)  | 3 560                | 19                   | 7.                   | 4.                   | 17.                  | ▼10                  |
| 18.                  | Tim Pütz (GER)           | 3 485                | 19                   | 18.                  | 7.                   | 18.                  | ▬                    |
| 19.                  | Rohan Bopanna (IND)      | 3 420                | 28                   | 43.                  | 17.                  | 44.                  | ▲24                  |
| 20.                  | John Isner (USA)         | 3 320                | 8                    | 203.                 | 14.                  | 206.                 | ▲183                 |

#### Světové jedničky
| Světová jednička                        | datum nástupu       | datum odchodu      |
| --------------------------------------- | ------------------- | ------------------ |
| Mate Pavić (CRO)                        | začátek sezóny 2022 | 3. dubna 2022      |
| Joe Salisbury (GBR)                     | 4. dubna 2022       | 2. října 2022      |
| Rajeev Ram (USA)                        | 3. října 2022       | 6. listopadu 2022  |
| Wesley Koolhof (NED)                    | 7. listopadu 2022   | 13. listopadu 2022 |
| Wesley Koolhof (NED) Neal Skupski (GBR) | 14. listopadu 2022  | konec sezóny 2022  |

#### Nová žebříčková maxima
Hráči, kteří v sezóně 2022 zaznamenali kariérní maximum v první padesátce deblového žebříčku ATP (ztučnění u jmen hráčů, kteří v první světové desítce debutovali a postavení při novém maximu v Top 10; tučnou kurzivou světové jedničky v prvním období):
- Matthew Ebden (na 24. místo 31. ledna)
- Ariel Behar (na 39. místo 31. ledna)
- Santiago González (na 22. místo 21. března)
- Andrés Molteni (na 31. místo 21. března)
- Joe Salisbury (na 1. místo 4. dubna)
- Max Purcell (na 25. místo 11. dubna)
- Andrej Golubjev (na 21. místo 16. května)
- Tomislav Brkić (na 37. místo 23. května)
- Hubert Hurkacz (na 30. místo 13. června)
- John Isner (na 14. místo 18. července)
- Matwé Middelkoop (na 22. místo 25. července)
- Michael Venus (na 6. místo 29. srpna)
- Tim Pütz (na 7. místo 29. srpna)
- Francisco Cabral (na 45. místo 12. září)
- Rajeev Ram (na 1. místo 3. října)
- Wesley Koolhof (na 1. místo 7. listopadu)
- Austin Krajicek (na 9. místo 7. listopadu)
- Nick Kyrgios (na 11. místo 7. listopadu)
- David Vega Hernández (na 31. místo 7. listopadu)
- Jan Zieliński (na 34. místo 7. listopadu)
- Nathaniel Lammons (na 45. místo 7. listopadu)
- Alexander Erler (na 47. místo 7. listopadu)
- Neal Skupski (na 1. místo 14. listopadu)
- Marcelo Arévalo (na 5. místo 14. listopadu)
- Rafael Matos (na 27. místo 14. listopadu)
- Jackson Withrow (na 47. místo 14. listopadu)
- Harri Heliövaara (na 11. místo 21. listopadu)
- Lloyd Glasspool (na 12. místo 21. listopadu)
- Thanasi Kokkinakis (na 15. místo 21. listopadu)

## Výdělek tenistů
| Nejvyšší výdělky tenistů                                     | Nejvyšší výdělky tenistů    | Nejvyšší výdělky tenistů | Nejvyšší výdělky tenistů | Nejvyšší výdělky tenistů | Nejvyšší výdělky tenistů |
| Poř.                                                         | tenista                     | ve dvouhře               | ve čtyřhře               | celkem v sezóně          | celkem v kariéře         |
| ------------------------------------------------------------ | --------------------------- | ------------------------ | ------------------------ | ------------------------ | ------------------------ |
| 1.                                                           | Carlos Alcaraz (ESP)        | 10 074 813 $             | 27 517 $                 | 10 102 330 $             | 11 829 642 $             |
| 2.                                                           | Novak Djoković (SRB)        | 9 934 582 $              | 0 $                      | 9 934 582 $              | 164 691 308 $            |
| 3.                                                           | Rafael Nadal (ESP)          | 9 367 056 $              | 1 270 $                  | 9 368 326 $              | 134 329 921 $            |
| 4.                                                           | Casper Ruud (NOR)           | 8 114 542 $              | 12 274 $                 | 8 126 816 $              | 13 053 236 $             |
| 5.                                                           | Stefanos Tsitsipas (GRE)    | 6 445 442 $              | 168 974 $                | 6 614 416 $              | 23 131 629 $             |
| 6.                                                           | Félix Auger-Aliassime (CAN) | 4 722 592 $              | 78 700 $                 | 4 801 292 $              | 10 203 595 $             |
| 7.                                                           | Andrej Rubljov              | 4 543 247 $              | 123 707 $                | 4 666 954 $              | 14 983 458 $             |
| 8.                                                           | Taylor Fritz (USA)          | 4 489 807 $              | 80 674 $                 | 4 570 481 $              | 10 062 141 $             |
| 9.                                                           | Daniil Medveděv             | 4 146 312 $              | 32 212 $                 | 4 178 524 $              | 26 600 381 $             |
| 10.                                                          | Hubert Hurkacz (POL)        | 3 356 575 $              | 407 589 $                | 3 764 164 $              | 8 830 476 $              |
| 11.                                                          | Nick Kyrgios (AUS)          | 2 916 349 $              | 574 115 $                | 3 490 464 $              | 12 478 415 $             |
| 12.                                                          | Cameron Norrie (GBR)        | 2 846 575 $              | 81 781 $                 | 2 928 356 $              | 7 950 472 $              |
| 13.                                                          | Pablo Carreño Busta (ESP)   | 2 842 960 $              | 42 905 $                 | 2 885 865 $              | 15 106 842 $             |
| 14.                                                          | Jannik Sinner (ITA)         | 2 818 491 $              | 36 975 $                 | 2 855 466 $              | 6 587 168 $              |
| 15.                                                          | Alexander Zverev (GER)      | 2 585 002 $              | 93 176 $                 | 2 678 178 $              | 32 905 055 $             |
| 16.                                                          | Holger Rune (DEN)           | 2 574 415 $              | 48 874 $                 | 2 623 289 $              | 3 006 478 $              |
| 17.                                                          | Denis Shapovalov (CAN)      | 2 409 460 $              | 186 091 $                | 2 595 551 $              | 10 144 348 $             |
| 18.                                                          | Matteo Berrettini (ITA)     | 2 183 648 $              | 10 126 $                 | 2 193 774 $              | 10 518 790 $             |
| 19.                                                          | Frances Tiafoe (USA)        | 2 032 406 $              | 73 698 $                 | 2 106 104 $              | 7 252 175 $              |
| 20.                                                          | Alex de Minaur (AUS)        | 1 990 039 $              | 67 277 $                 | 2 057 316 $              | 7 841 472 $              |
| částky v amerických dolarech; aktualizováno 5. prosince 2022 |                             |                          |                          |                          |                          |

## Ukončení kariéry
Seznam uvádí tenisty (vítěze turnaje ATP, anebo ty, kteří byli klasifikováni alespoň jeden týden v Top 100 dvouhry a/nebo Top 100 čtyřhry žebříčku ATP), jež ohlásili ukončení profesionální kariéry, neodehráli za více než 52 uplynulých týdnů žádný turnaj, nebo jim byl v sezóně 2022 uložen stálý zákaz hraní:
- Kevin Anderson (* 18. května 1986 Johannesburg, Jihoafrická republika), profesionál od roku 2007, na singlovém žebříčku ATP nejvýše figuroval na 5. místě v červenci 2018 a ve čtyřhře na 58. místě během listopadu 2014. Na okruhu ATP Tour vyhrál sedm titulů ve dvouhře a jeden ve čtyřhře. Jako první Afričan se v otevřené éře probojoval do finále dvouhry US Open. Závěrečný duel turnaje v roce 2017 však prohrál s Rafaelem Nadalem. Do finále nastoupil z pozice nejníže postaveného hráče v historii open éry Flushing Meadows, jako 32. muž žebříčku. Ve Wimbledonu 2018 rozhodl čtvrtfinále s Federerem až v páté sadě poměrem gamů 13–11 a semifinále proti Isnerovi pak za 6.36 hodiny poměrem her 26–24. Jednalo se o čtvrtý nejdelší zápas historie tenisu. V boji o titul nestačil na Srba Novaka Djokoviće. Na ATP Finals 2018 postoupil jako první Afričan do semifinále Turnaje mistrů. Jihoafrickou republiku reprezentoval na pekingské olympiádě 2008, kde jej ve druhém kole vyřadil Nicolas Kiefer. Poslední událost odehrál na březnovém Miami Open 2022, kde po volném losu podlehl Argentinci Juanu Manuelu Cerúndolovi.[40][41] Kariéru ukončil o dva měsíce později.[42]
- Aljaž Bedene (* 18. července 1989 Lublaň, Jugoslávie), slovinský profesionál od roku 2008, na singlovém žebříčku ATP nejvýše figuroval na 43. místě v únoru 2018 a ve čtyřhře na 127. místě během října 2013. Na okruhu ATP Tour vyhrál tituly ve dvouhře a ve čtyřhře. Na grandslamu si zahrál třetí kola na French Open, ve Wimbledonu i US Open. Britské občanství získal 31. března 2015 a po tomto datu začal nastupovat pod vlajkou Spojeného království.[43] Mezinárodní tenisová federace však odmítla jeho žádost soutěžit za Velkou Británii v Davis Cupu. V roce 2018 se tak vrátil ke slovinské reprezentaci.[44][45][46] Na začátku roku 2022 oznámil ukončení kariéry v závěru sezóny, s plánem stát fotbalovým agentem.[47][48]
- Ruben Bemelmans (* 14. ledna 1988 Genk, Belgie), profesionál od roku 2006, na singlovém žebříčku ATP nejvýše figuroval na 84. místě v září 2015 a ve čtyřhře na 128. místě během října 2012. Na okruhu ATP Tour vyhrál s krajanem Xavierem Malissem čtyřhru Farmers Classic 2012 v Los Angeles. Na grandslamu se nejdále probojoval do třetích kol US Open 2015 a Wimbledonu 2017. V týmových soutěžích se stal členem belgických týmů, které třikrát odešly z finále poraženy. Belgii reprezentoval s Heninovou na Hopman Cupu 2011. V závěrečném duelu však nestačili na Spojené státy. S belgickým výběrem prohrál finále Davis Cupu 2015 a 2017. S kariérou se rozloučil na říjnovém European Open 2022 v Antverpách, kde odehrál kvalifikaci dvouhry a čtyřhru.
- Rogério Dutra da Silva (* 3. února 1984 São Paulo, Brazílie), profesionál od roku 2003, na singlovém žebříčku ATP nejvýše figuroval na 63. místě v červenci 2017 a ve čtyřhře na 84. místě během února 2018. Na okruhu ATP Tour ovládl čtyřhru Brasil Open 2017 po boku krajana Andrého Sá. Grandslamovým maximem se stalo deblové čtvrtfinále French Open 2017 v páru s Paolem Lorenzim. Poslední turnaj odehrál ve čtyřhře únorového Rio Open 2022.[49]
- Jonatan Erlich  (* 5. dubna 1977 Buenos Aires, Argentina), izraelský profesionál od roku 1996, na singlovém žebříčku ATP nejvýše figuroval na 292. místě v říjnu 1999 a ve čtyřhře na 5. místě během července 2008. Na okruhu ATP Tour vyhrál dvacet dva titulů ve čtyřhře včetně Cincinnati Masters 2007 a Indian Wells Masters 2008. Na grandslamu triumfoval s krajanem Andym Ramem v deblové soutěži Australian  Open 2008. Na Turnaji mistrů 2006 a 2007 spolu skončili v základní skupině. Stal se součástí izraelského týmu, který prohrál semifinále Davis Cup 2009 se Španělskem. Profesionální dráhu uzavřel na zářijovém Tel Aviv Watergen Open 2022, kde s Djokovićem před zahájením odstoupili ze čtyřhry pro Erlichovo zranění. Djoković s ním vyhrál jediný deblový titul na okruhu na londýnském AEGON Championships 2010 v Queen's Clubu.[50]
- Roger Federer (* 8. srpna 1981 Basilej, Švýcarsko), profesionál od roku 1998, na singlovém žebříčku ATP nejvýše figuroval na 1. místě v únoru 2004 a ve čtyřhře na 24. místě během června 2003. Na okruhu ATP Tour vyhrál sto tři titulů ve dvouhře, v době ukončení kariéry druhý nejvyšší počet open éry, a osm trofejí ve čtyřhře. Patřila mu řada rekordů. Stal se olympijským vítězem v mužské čtyřhře z pekingských her 2008 a stříbrným medailistou v mužské dvouhře na letní olympiádě 2012 v Londýně. Na grandslamu získal dvacet singlových titulů, čímž v historických statistikách ztrácel dvě trofeje na vedoucího Nadala. Jako jediný muž k roku 2022 osmkrát vyhrál Wimbledon. Šestkrát ovládl Australian Open a pětkrát US Open, kde v rámci open éry spoludržel rekord. Pařížským titulem z French Open 2009 zkompletoval jako šestý hráč historie kariérní Grand Slam. Od Wimbledonu 2005 do Australian Open 2010 si zahrál 18 z 19 grandslamových finále. Na Australian Open 2016 završil rekordní sérii 65. grandslamů bez absence. S počtem 369 vítězných zápasů z grandslamové dvouhry dále zůstával na čele historických statistik před Serenou Williamsovou. Jako první si připsal více než 65 výher z každého turnaje velké čtyřky. Na Turnaji mistrů vybojoval rekordních šest titulů, rekordní zápis vyrovnaný v sezóně 2022 Djokovićem, i nejvyšší počet 59 utkání. V rámci série ATP Masters 1000 si zahrál finále všech devíti turnajů a získal dvacet osm trofejí. V kategorii ATP 500 držel při odchodu z profesionálního tenisu rekordních 24 trofejí, stejně tak v rámci túry ATP 19 titulů na trávě a 71 na tvrdém povrchu. Na vrcholu klasifikace ATP setrval 310 týdnů, rekord překonaný Djokovićem v březnu 2021. Z toho 237 týdnů strávil na čele bez přerušení, což stále znamenalo nejdelší období. Poslední individuální turnaj odehrál ve Wimbledonu 2021, kde se ve 39 letech stal nejstarším čtvrtfinalistou otevřené éry. Následně již na okruhu absentoval pro poranění kolena až do rozlučkové čtyřhry na zářijovém Laver Cupu 2022 v Londýně, do níž nastoupil s dlouhodobým rivalem Rafaelem Nadalem.[51][52] Během závodní dráhy se stal členem švýcarských reprezentací, které zvítězily v týmových soutěžích. Daviscupový tým dovedl k zisku salátové mísy v roce 2014. Spolu s Martinou Hingisovou triumfoval na Hopman Cupu 2001. Spoluhráčkou ve švýcarském týmu se později stala Belinda Bencicová, s níž ovládl Hopman Cup 2018. Pětkrát se stal mistrem světa ITF a ATP Tour jej pětkrát vyhlásila nejlepším tenistou, stejně jako hráčem prvního desetiletí třetího tisíciletí. Pětkrát také převzal cenu pro nejlepšího sportovce Evropy a jako první pětkrát vyhrál sportovní cenu Laureus pro nejlepšího sportovce světa.
- Alejandro González (*  7. února 1989 Medellín, Kolumbie), profesionál od roku 2006, na singlovém žebříčku ATP nejvýše figuroval na 70. místě v červnu 2014 a ve čtyřhře na 177. místě během srpna 2010. Na okruhu ATP Challenger Tour vyhrál čtyři tituly ve dvouhře a pět ve čtyřhře. Na grandslamu třikrát překročil první kolo, než dohrál ve druhé fázi French Open 2014, US Open 2014 a Australian Open 2015. Účast v Davis Cupu zakončil v základní skupině finále 2019. Poslední zápas odehrál ve druhém kole challengeru v Pereiře na přelomu března a dubna 2022.
- Dominic Inglot  (* 6. března 1986 Londýn, Spojené království), profesionál od roku 2004, na singlovém žebříčku ATP nejvýše figuroval na 561. místě v srpnu 2010 a ve čtyřhře na 18. místě během května 2014. Na okruhu ATP Tour vyhrál čtrnáct titulů ve čtyřhře včetně Citi Open 2012, Swiss Indoors 2013 a 2018 z kategorie ATP 500. Grandslamovým maximem se stala deblová semifinále na US Open 2015 a ve Wimbledonu 2018. V Davis Cupu 2015 se stal členem vítězného týmu, který pro Velkou Británii vybojoval salátovou mísu poprvé od roku 1936. Konec profesionální dráhy oznámil v březnu 2022.[53]
- Tobias Kamke (* 21. května 1986 Lübeck, Spolková republika Německo), profesionál od roku 2004, na singlovém žebříčku ATP nejvýše figuroval na 64. místě v lednu 2011 a ve čtyřhře na 144. místě během září 2015. Ačkoli na okruhu ATP Tour neodehrál žádné finále, byl v roce 2010 vyhlášen nováčkem roku, když se v sezóně posunul z 254. na 67. příčku díky dvěma challengerovým titulům i třetímu kole při wimbledonském debutu. Jednalo se o jeho grandslamové maximum. Kariéru uakončil v červencové čtyřhře Hamburg European Open 2022.[54][55]
- Ivo Karlović  (* 28. února 1979, Záhřeb, Jugoslávie), profesionál od roku 2000, na singlovém žebříčku ATP nejvýše figuroval na 14. místě v srpnu 2008 a ve čtyřhře na 44. místě během dubna 2006. Na okruhu ATP Tour vyhrál osm titulů ve dvouhře a dva ve čtyřhře. S výškou 211 cm byl nejvyšším hráčem v historii túry ATP, k němuž se v tomto ohledu v roce 2015 připojil Reilly Opelka. V letech 2011–2012 držel rekord nejrychlejšího podání v tenise, s naměřenou hodnotou 251,1 km/h. Rovněž v historii tenisu zahrál nejvyšší počet 13 728 es, než tento primát pokořil Isner ve třetím kole Wimbledonu 2022.[56][57] Ve dvouhře grandslamu se nejdále probojoval do čtvrtfinále Wimbledonu 2009 a ve čtyřhře pak s Dušanem Vemićem do semifinále Australian Open 2010. V Davis Cupu 2005 se stal členem vítězného týmu Chorvatů, který v bratislavském finále získal první trofej. Poslední hlavní soutěž odehrál ve 42 letech na zářijovém US Open 2021 a kvalifikaci na říjnovém BNP Paribas Open 2021.[58][59]
- Blaž Kavčič (* 5. března 1987 Lublaň, Jugoslávie), profesionál od roku 2005, na singlovém žebříčku ATP nejvýše figuroval na 68. místě v srpnu 2012 a ve čtyřhře na 178. místě během května téhož roku. Během kariéry vyhrál sedmnáct singlových a tři deblové challengery. Na grandslamu si zahrál třetí kola Australian Open 2013 a US Open 2014. Na londýnské olympiádě 2012 vypadl ve druhém kole dvouhry. Profesionální dráhu ukončil po zářijové 2. světové skupině Davis Cupu 2022.[60][61]
- Philipp Kohlschreiber (* 16. října 1983 Augsburg, Spolková republika Německo), profesionál od roku 2002, na singlovém žebříčku ATP nejvýše figuroval na 16. místě v červenci 2012 a ve čtyřhře na 51. místě během listopadu 2008. Na okruhu ATP Tour vyhrál osm titulů ve dvouhře a sedm ve čtyřhře. Grandslamovým maximem se stalo čtvrtfinále ve Wimbledonu 2012. Od US Open 2003 do Australian Open 2022 zasáhl do 68 grandslamových dvouher. V Davis Cupu 2007 byl členem německého týmu, který postoupil do semifinále. Kariéru ukončil v červnové kvalifikaci Wimbledonu 2022, v níž podlehl Kukuškinovi.[62][63]
- Marc López (* 31. července 1982 Barcelona, Španělsko), profesionál od roku 1999, na singlovém žebříčku ATP nejvýše figuroval na 106. místě v květnu 2004 a ve čtyřhře na 3. místě během ledna 2013. Na okruhu ATP Tour vyhrál čtrnáct trofejí ve čtyřhře včetně French Open 2016 s Felicianem Lópezem. Z deblových finále French Open 2014, US Open 2014 a US Open 2017 odešel poražen. Po boku Marcela Granollerse triumfoval ve čtyřhře Turnaje mistrů 2012. V páru s Nadalem ovládl Indian Wells Masters 2010 a 2012. Společně se pak stali deblovými olympijskými šampiony na LOH 2016 v Riu. Konec kariéru původně oznámil na dubnovém Barcelona Open Banco Sabadell 2022, kde s Felicianem Lópezem vyřadili první světový pár Salisbury a Ram.[64] Následně ještě s Alcarazem získal divokou kartu na Mutua Madrid Open 2022.[65][66]
- Yannick Maden (* 28. října 1989 Stuttgart, Spolková republika Německo), profesionál od roku 2013, na singlovém žebříčku ATP nejvýše figuroval na 96. místě v červnu 2019 a ve čtyřhře na 375. místě během dubna téhož roku. Na okruhu ATP Tour  ani na challengerech nevyhrál žádný turnaj. První kolo na grandslamu překonal pouze na French Open 2019, kde jej ve druhém utkání porazil pozdější vítěz Rafael Nadal. Závěrečným turnaj odehrál v březnu 2022 na lillském challengeru.[67]
- David Marrero (* 8. dubna 1980 Las Palmas, Španělsko), profesionál od roku 2001, na singlovém žebříčku ATP nejvýše figuroval na 143. místě v únoru 2010 a ve čtyřhře na 5. místě během listopadu 2013. Na okruhu ATP Tour vyhrál čtrnáct titulů ve čtyřhře včetně Turnaje mistrů 2013 s Fernandem Verdascem. V grandslamové dvouhře startoval pouze na French Open 2008, v deblových soutěžích si zahrál čtvrtfinále na třech majorech vyjma Wimbledonu. Jediný Masters vybojoval s Pablem Cuevasem na Internazionali BNL d'Italia 2015. Profesionální kariéru ukončil na dubnovém Barcelona Open Banco Sabadell 2022,[68] ale následně pokračoval v účasti na challengerech a okruhu ITF.
- Nicholas Monroe (* 12. dubna 1982 Oklahoma City, Oklahoma, Spojené státy americké), profesionál od roku 2004, na singlovém žebříčku ATP nejvýše figuroval na 253. místě v září 2011 a ve čtyřhře na 30. místě během října 2017. Na okruhu ATP Tour vyhrál čtyři tituly ve čtyřhře. Z jediného finále deblového Mastersu na Miami Open 2017 odešel s Jackem Sockem poražen. Ve čtyřhře grandslamu se nejdále probojoval do čtvrtfinále US Open 2017 a French Open 2020. Profesionální dráhu završil na US Open 2022.
- Frederik Nielsen (* 27. srpna 1983 Lyngby, Dánsko), profesionál od roku 2001, na singlovém žebříčku ATP nejvýše figuroval na 190. místě v srpnu 2011 a ve čtyřhře na 17. místě během dubna 2013. Na okruhu ATP Tour vyhrál tři deblové trofeje včetně grandslamového Wimbledonu 2012 s Jonathanem Marrayem. Ve čtyřhře si zahrál také semifinále Turnaje mistrů 2012 a Wimbledonu 2018. Poslední zápas odehrál v zářijové 2. světové skupině Davis Cupu 2022.[69][70]
- Sam Querrey (* 7. října 1987 San Francisco, Spojené státy americké), profesionál od roku 2006, na singlovém žebříčku ATP nejvýše figuroval na 11. místě v únoru 2018 a ve čtyřhře na 23. místě během května 2010. Na okruhu ATP Tour vyhrál deset titulů ve dvouhře a pět ve čtyřhře včetně Rome Masters 2011 v páru s Johnem Isnerem. Na grandslamu skončil s Bethanií Mattekovou-Sandsovou jako poražený finalista ve smíšené soutěži US Open 2015. Ve dvouhře si zahrál semifinále Wimbledonu 2017, do něhož prošel po výhře nad světovou jedničkou Andym Murraym. Již ve Wimbledonu 2016 rovněž zdolal prvního muže žebříčku Novaka Djokoviće a vypadl ve čtvrtfinále. V mužském deblu do semifinále postoupil na US Open 2015 po boku Steva Johnsona. S americkým daviscupovým týmem byl v semifinále 2008, 2012 a 2018. Profesionální dráhu završil na zářijovém US Open 2022.[71][72]
- Tommy Robredo (* 1. května 1982 Hostalric, Španělsko), profesionál od roku 1998, na singlovém žebříčku ATP nejvýše figuroval na 5. místě v srpnu 2006 a ve čtyřhře na 16. místě během dubna 2009. Na okruhu ATP Tour vyhrál dvanáct titulů ve dvouhře včetně Hamburg Masters 2006. K nim přidal pět trofejí ve čtyřhře. V grandslamovém singlu nejdále postoupil do čtvrtfinále Australian Open 2007, US Open 2013 a French Open 2003, 2005, 2007, 2009 a 2013. V deblových soutěžích se maximem stala semifinále na US Open 2004, 2008 a 2010. Při jediné účasti na Turnaji mistrů, Tennis Masters Cupu 2006, skončil v základní skupině. Se španělským daviscupovým týmem vyhrál ročníky 2004, 2008 a 2009. Španělsko reprezentoval na Letních olympijských hrách 2004 v Athénách a pekingských hrách 2008. Ve španělském výběru dvakrát ovládl Hopmanův pohár. Poprvé v roce 2002 s Arantxou Sánchezovou Vicariovou a podruhé v sezóně 2010 s Maríí José Martínezovou Sánchezovou. Kariéru ukončil na Barcelona Open Banco Sabadell 2022, kde v dubnu 1999 jako šestnáctiletý vstoupil na okruh ATP Tour po obdržení divoké karty do kvalifikace.[73][74]
- Dudi Sela (* 4. dubna 1985 Kirjat Šmona, Izrael), profesionál od roku 2002, na singlovém žebříčku ATP nejvýše figuroval na 29. místě v červenci 2009 a ve čtyřhře na 122. místě během února 2010. Na okruhu ATP Tour vyhrál s Flaviem Cipollou čtyřhru na Istanbul Open 2016. Ze singlových finále na China Open 2008 a BB&T Atlanta Open 2014 odešel poražen. Grandslamovým maximem se stalo osmifinále ve Wimbledonu 2009. Stal se součástí izraelského týmu, který prohrál semifinále Davis Cup 2009 se Španělskem. Izrael reprezentoval na letní olympiádě 2016, na nichž vypadl ve druhém kole dvouhry. V lednu 2022 oznámil odchod z profesionálního tenisu po skončení sezóny.[75] Poslední zápas odehrál v kvalifikaci US Open 2022.[76]
- Andreas Seppi (* 2. února 1984 Bolzano, Itálie), profesionál od roku 2002, na singlovém žebříčku ATP nejvýše figuroval na 18. místě v lednu 2013 a ve čtyřhře na 50. místě během dubna 2014. Italskou jedničkou byl 215 týdnů. Na okruhu ATP Tour vyhrál tři tituly ve dvouhře a se Simonem Bolellim Dubai Tennis Championships 2016 ve čtyřhře. V singlových soutěžích grandslamu se na třech majorech vyjma US Open probojoval do osmifinále, v deblu nejdále do čtvrtfinále  Australian Open	2009 a US Open 2011. Itálii reprezentoval na letních olympiádách 2008, 2012 a 2016. S italským daviscupovým výběrem postoupil do semifinále Davis Cupu 2014.  Na Australian Open 2022 odehrál 66. grandslamovou dvouhru v řadě, což k danému datu představovalo třetí nejdelší sérii v historii (po 79 účastech Feliciana Lópeze a 67 startech Fernanda Verdasca). V říjnu 2022 oznámil ukončení kariéry na challengeru ve svém bydlišti, tyrolském Ortisei.[77]
- Gilles Simon (* 27. prosince 1984 Nice, Francie), profesionál od roku 2002, na singlovém žebříčku ATP nejvýše figuroval na 6. místě v lednu 2009 a ve čtyřhře na 117. místě během ledna 2008. Na okruhu ATP Tour vyhrál čtrnáct singlových titulů včetně tří trofejí z bukurešťského BCR Open Romania i metského Moselle Open. Obě finále Mastersů prohrál, na  Mutua Madrileña Masters Madrid 2008 a Shanghai Rolex Masters 2014. Grandslamovým maximem se stala čtvrtfinále Australian Open 2009 a Wimbledonu 2015. V semifinále Turnaje mistrů 2008 nestačil na Novaka Djokoviće. Francii reprezentoval na letních olympiádách 2008, 2012, 2016 a 2020. Jako člen francouzské reprezentace triumfoval v Davis Cupu 2017. Profesionální dráhu uzavřel na listopadovém Rolex Paris Masters 2022, kde si výhrou v úvodním kole nad Murraym připsal jako 24. tenista otevřené éry 300. vítězný zápas na tvrdém povrchu.[78][79]
- Ken Skupski (* 9. dubna 1983 Liverpool, Spojené království), profesionál od roku 2001, na singlovém žebříčku ATP nejvýše figuroval na 527. místě v červnu 2008 a ve čtyřhře na 44. místě během července 2010. Na okruhu ATP Tour vyhrál sedm deblových titulů včetně Abierto Mexicano Telcel 2021 z kategorie ATP 500 po boku bratra Neala Skupského. Grandslamovým maximem se stala čtvrtfinále čtyřhry ve Wimbledonu 2017 a na Australian Open 2020. Poslední zápas odehrál 4. července 2022 ve Wimbledonu.[80]
- Bruno Soares  (* 27. února 1982 Belo Horizonte, Brazílie), profesionál od roku 2001, na singlovém žebříčku ATP nejvýše figuroval na 221. místě v březnu 2004 a ve čtyřhře na 2. místě během října 2016. Na okruhu ATP Tour vyhrál třicet pět deblových titulů. Ve smíšené čtyřhře triumfoval s Jekatěrinou Makarovovou na US Open 2012, po boku Sanii Mirzaové na US Open 2014 a v páru s Jelenou Vesninovou ovládl Australian Open 2016. V mužské čtyřhře zvítězil s Jamiem Murraym na Australian Open 2016 a US Open 2016. Třetí trofej si odvezl z US Open 2020, na němž startoval s Matem Pavićem. Jako poražený finalista skončila v deblových soutěžích US Open 2013, French Open 2020 a US Open 2021. Rovněž boj o titul z wimbledonského mixu 2013 nezvládl po boku Lisy Raymondové. Z třinácti účastí v deblových finále Mastersů proměnil čtyři v titul, když triumfoval na Canada Masters 2013 a 2014, Cincinnati Masters 2018 a Shanghai Masters 2019. Profesionální kariéru uzavřel na zářijovém US Open 2022 v páru s Jamiem Murraym.[81]
- Serhij Stachovskyj (* 6. ledna 1986 Kyjev, Sovětský svaz), profesionál od roku 2003, na singlovém žebříčku ATP nejvýše figuroval na 31. místě v září 2010 a ve čtyřhře na 33. místě během června 2011. V osmi finále na okruhu ATP Tour udržel finálovou neporazitelnost a vyhrál po čtyřech titulech ve dvouhře i čtyřhře. Singlovým i deblovým maximem na grandslamu se stalo třetí kolo na všech čtyřech turnajích, vyjma čtyřhry French Open, kde nepřekročil druhé kolo. Ukrajinu reprezentoval na londýnské olympiádě 2012, kde na úvod podlehl Lleytonu Hewittovi. Poslední zápas odehrál v kvalifikaci Australian Open 2022. Po ruské invazi na Ukrajinu v únoru 2022 se v Kyjevě přidal k aktivním zálohám ukrajinské armády.[82][83] Profesionální kariéru ukončil v listopadu 2022.[42]
- Horia Tecău (* 19. ledna 1985 Constanța, Rumunsko), profesionál od roku 2003, na singlovém žebříčku ATP nejvýše figuroval na 326. místě v dubnu 2005 a ve čtyřhře na 2. místě během listopadu 2015. Na okruhu ATP Tour vyhrál třicet osm deblových trofejí. ].Z prvních třech grandslamových finále ve čtyřhře Wimbledonu 2010, 2011 a 2012 odešel poražen v páru s Robertem Lindstedtem. Tituly získal po boku Jeana-Juliena Rojera ve Wimbledonu 2015 a na US Open 2017. Ze tří soubojů o titul v grandslamovém mixu na Australian Open 2012, 2014 a 2016, vyhrál jen to první s Bethanií Mattekovou-Sandsovou. S Rojerem vyhrál dvacet titulů včetně Turnaje mistrů 2015, který jim zajistil postavení nejlepšího páru sezóny. S krajanem Florinem Mergeou triumfoval v juniorském deblu Wimbledonu 2002 a 2003. Spolupráci obnovili na olympijském turnaji 2016 v Riu, z něhož si odvezli stříbrné medaile. Poslední turnaj odehrál na listopadovém ATP Finals 2021, kde nespostoupil s Kevinem Krawietzem ze základní skupiny.[84][85] V rámci rumunského týmu pak ještě odehrál kvalifikační kolo Davis Cupu 2022.
- Jo-Wilfried Tsonga (* 17. dubna 1985 Le Mans, Francie), profesionál od roku 2004, na singlovém žebříčku ATP nejvýše figuroval na 5. místě v únoru 2012 a ve čtyřhře na 33. místě během října 2009. Na okruhu ATP Tour vyhrál osmnáct titulů ve dvouhře včetně Paris Masters 2008 a Canada Maters 2014. K nim přidal čtyři deblové trofeje včetně Shanghai Masters 2009. Z jediného grandslamového finále na Australian Open 2008 odešel poražen od Djokoviće, stejně jako z finále Turnaje mistrů 2011 od Federera. Ze čtyřhry londýnské olympiády 2012 si odvezl stříbrnou medaili se spoluhráčem Michaëlem Llodrou. V letech 2013 a 2014 reprezentoval Francii na Hopman Cupu. Při druhé účasti ročník s Alizé Cornetovou vyhrál. V roli jedničky týmu dovedl Francii k zisku salátové mísy v Davis Cupu 2017. Profesionální kariéru ukončil 25. května 2022 prohrou v úvodním kole French Open.[86][42]
- Nenad Zimonjić  (* 4. června 1975 Bělehrad, Jugoslávie), jugoslávský a srbský profesionál od roku 1995, na singlovém žebříčku ATP nejvýše figuroval na 176. místě v březnu 1999 a ve čtyřhře na 1. místě během listopadu 2008. Na okruhu ATP Tour vyhrál padesát čtyři deblových titulů z devadesáti jedna odehraných finále. V grandslamové čtyřhře prohrál první tři finále ve Wimbledonu 2004 a 2006 a také na French Open 2008. V páru s Danielem Nestorem pak ovládl Wimbledon 2008 a 2009, prohrál finále Australian Open 2010 a zvítězil na French Open 2010. Z deseti soubojů o titul v grandslamové smíšené čtyřhře jich vyhrál pět, Australian Open 2004 s Bovinovou, French Open 2006 a French Open 2010 se Srebotnikovou, Australian Open 2008 se Sunovou a Wimbledon 2014 se Stosurovou. Po boku Nestora triumfoval také v deblu Turnaje mistrů 2008 a 2010. V sérii Masters vyhrál patnáct trofejí ve čtyřhře, což jej k roku 2022 řadilo do první desítky v počtu titulů. Se srbským družstvem získal salátovou mísu pro šampiony Davis Cupu 2010, přestože s Troickim prohráli finálovou čtyřhru proti Francii. Na ATP Cupu 2020 vedl vítězný srbský tým jako kapitán. Jugoslávii v roce 2000 a Srbsko v letech 2008 2012 a 2016 reprezentoval na letních olympijských hrách. Poslední čtyřhru odehrál na březnovém Dubai Tennis Championships 2021 po boku Vaska Pospisila.

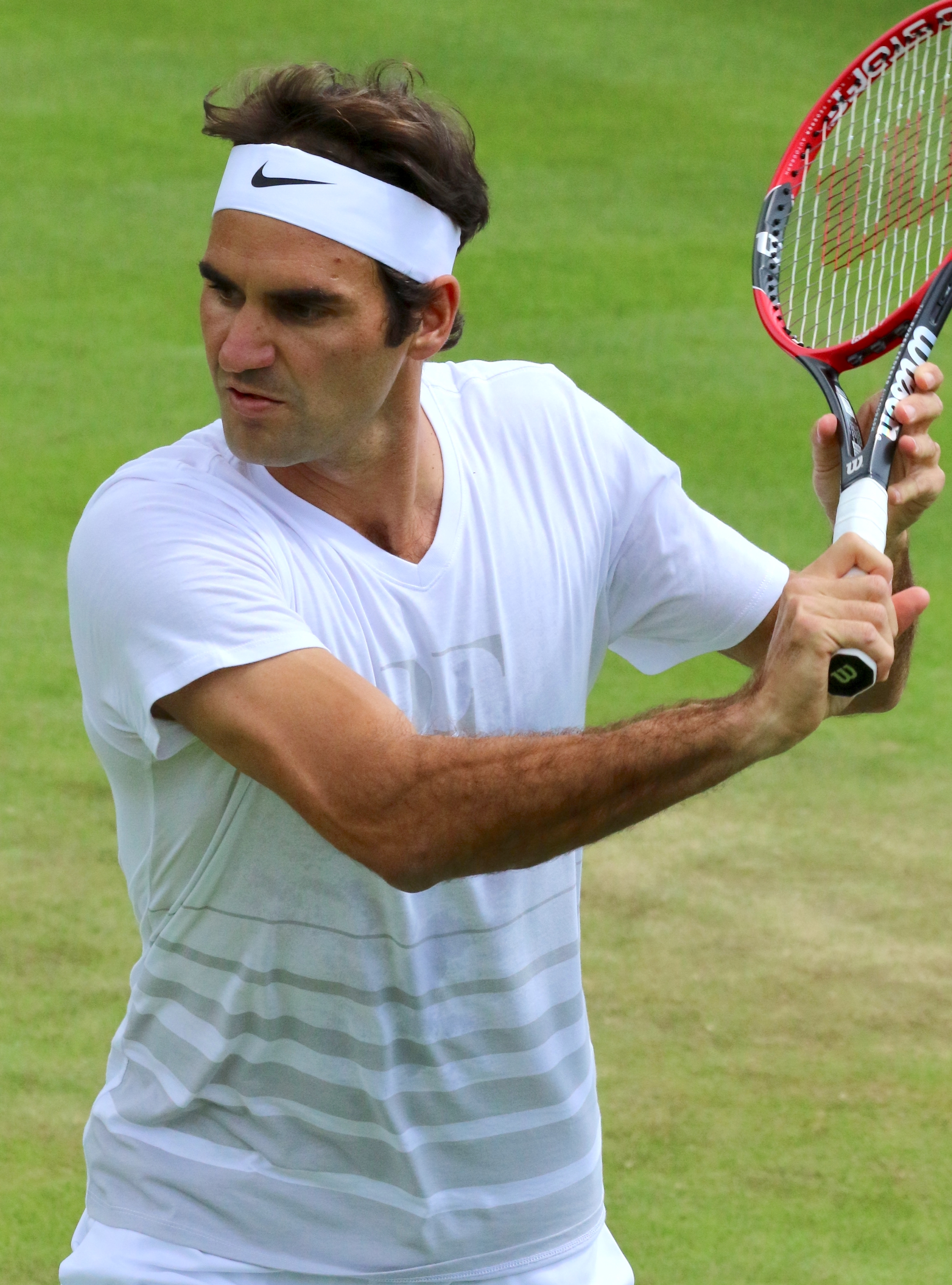
Roger Federer vyhrál na okruhu ATP Tour 103 turnajů včetně 20 grandslamů a 8 wimbledonských titulů
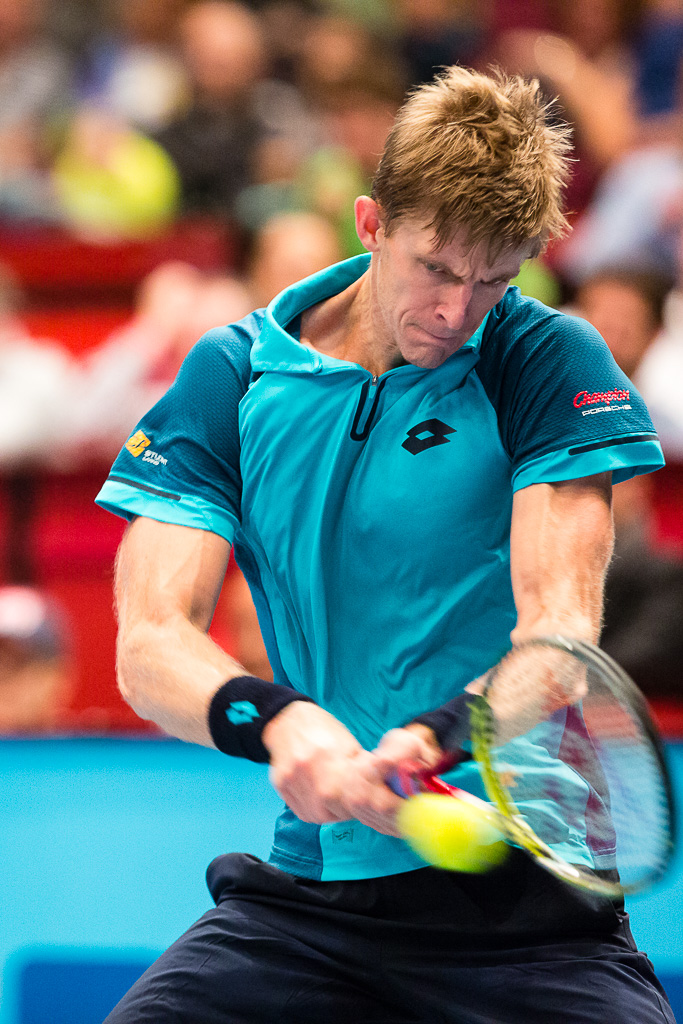
Kevin Anderson si na US Open 2017 jako první Afričan zahrál singlové finále v open éře Flushing Meadows
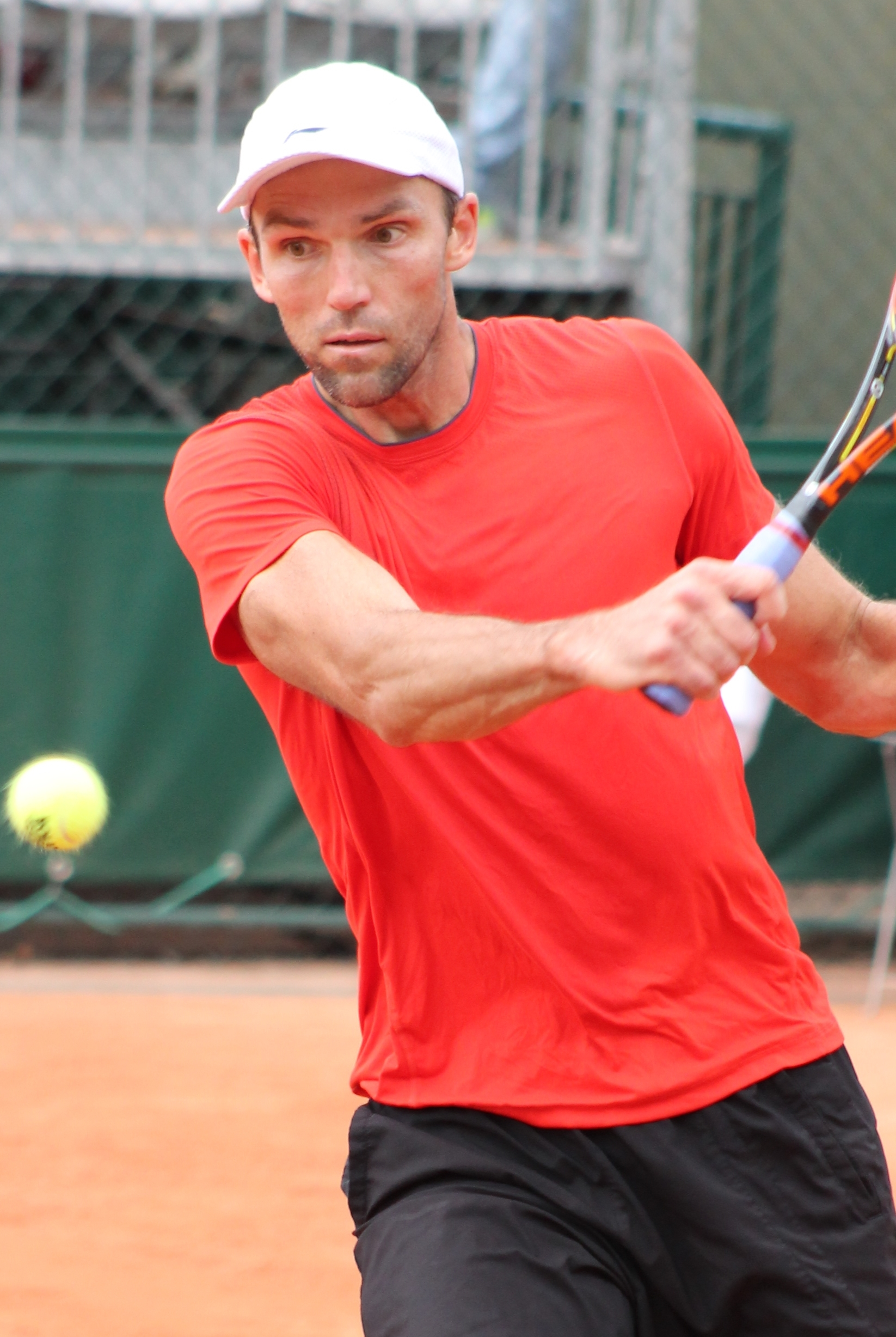
Ivo Karlović byl v době konce kariéry s 211 cm vzrůstu nejvyšším hráčem historie ATP a zahrál 2. nejvyšší počet 13 728 es
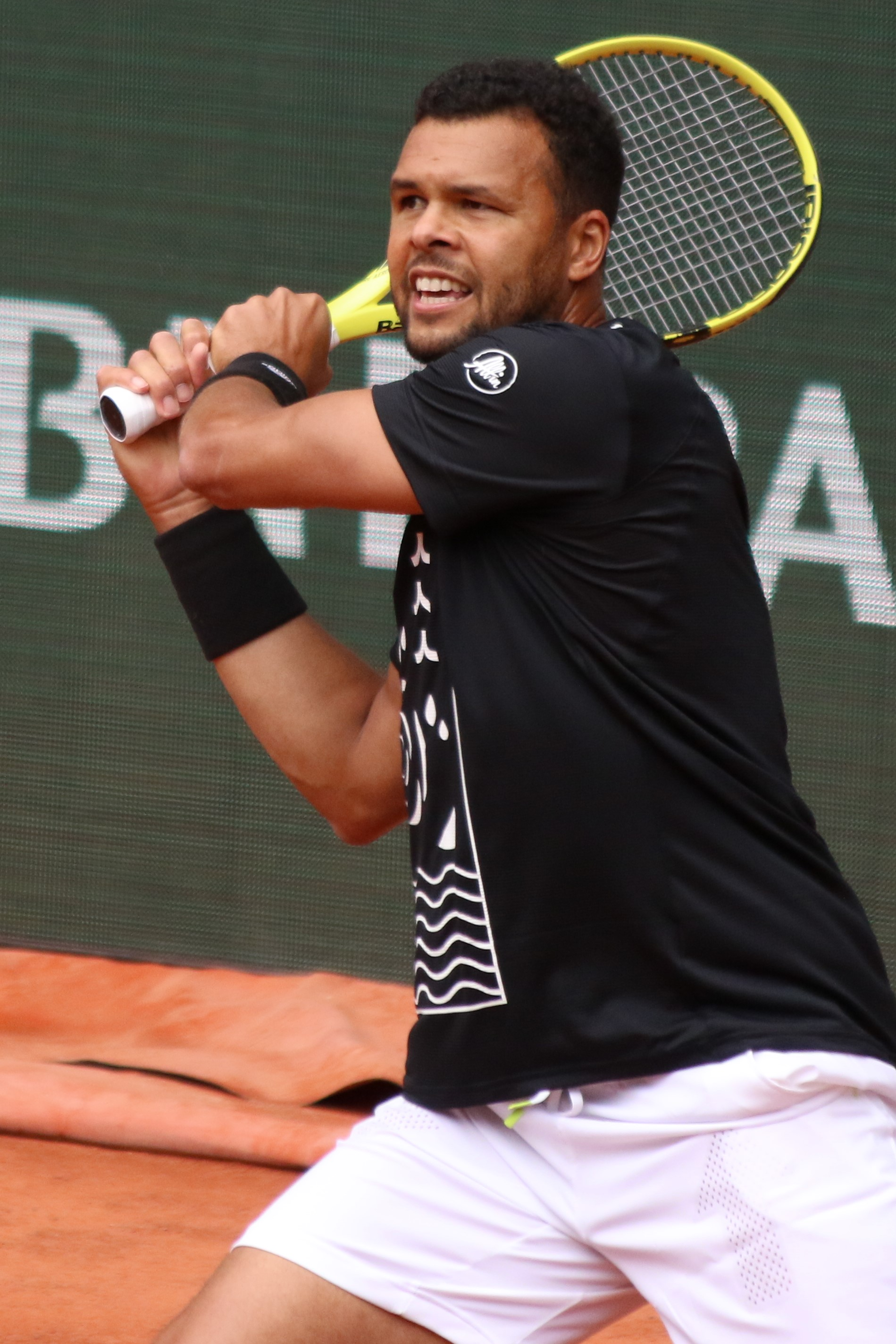
Jo-Wilfried Tsonga se stal stříbrným olympijským medailistou ve čtyřhře LOH 2012, vítězem Davis Cupu i Hopman Cupu
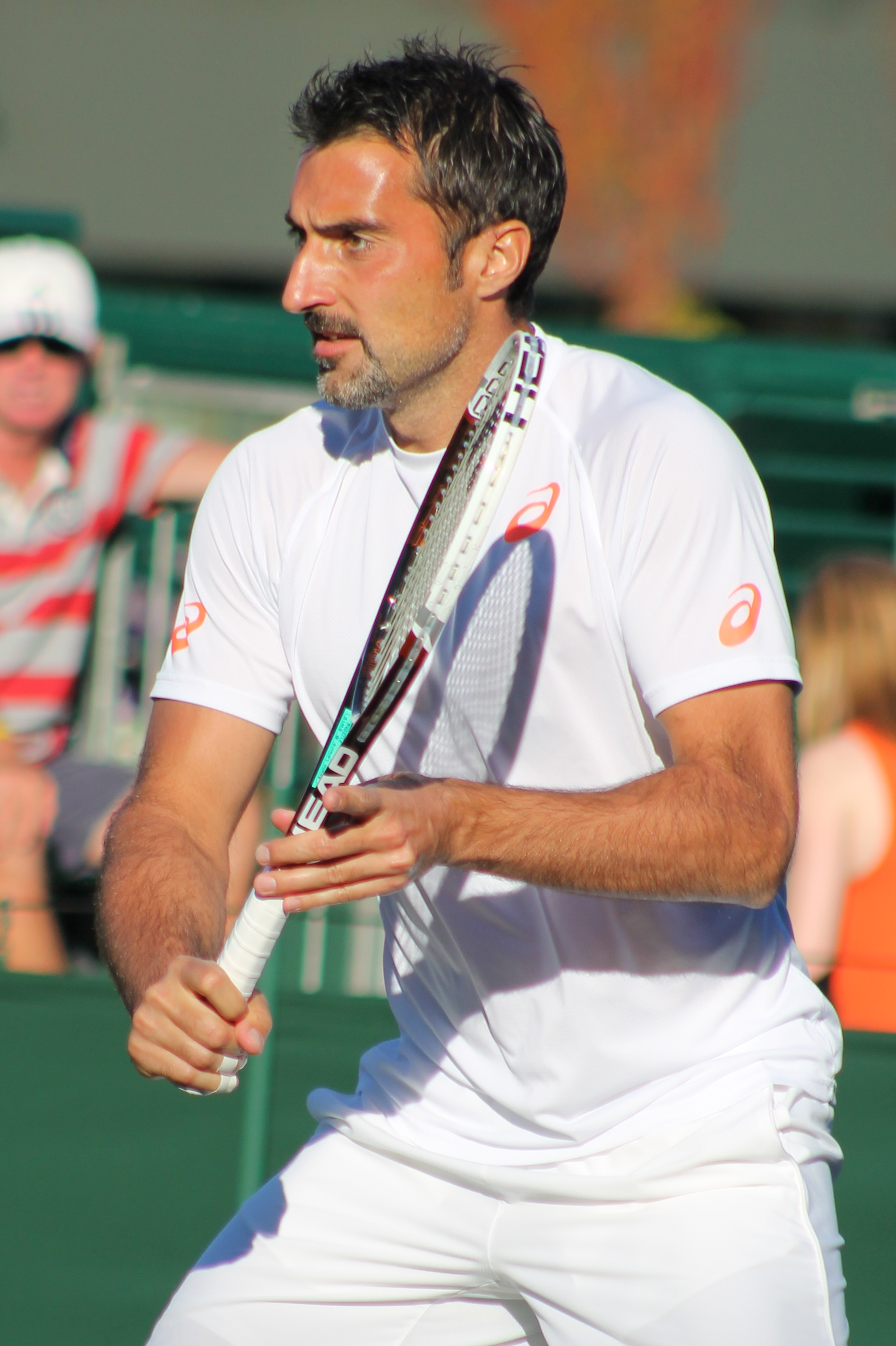
Nenad Zimonjić na okruhu ATP Tour vyhrál 54 deblových titulů včetně 3 grandslamů a 2 triumfů na Turnaji mistrů. K nim přidal 5 trofejí z grandslamového mixu.

## Rozpis bodů
Tabulka přidělovaných bodů hráčům na turnajích okruhu ATP Tour 2022. 
| ATP Tour 2022                                                                                                | ATP Tour 2022           | ATP Tour 2022                          | ATP Tour 2022                          | ATP Tour 2022                                                                               | ATP Tour 2022                                                                               | ATP Tour 2022                                                                               | ATP Tour 2022                                                                               | ATP Tour 2022                                                                               | ATP Tour 2022                                                                               | ATP Tour 2022                                                                               | ATP Tour 2022                                                                               | ATP Tour 2022                                                                               | ATP Tour 2022 | ATP Tour 2022 |
| ↓kategorie / fáze→                                                                                           | vítězové                | finalisté                              | semifinalisté                          | čtvrtfinalisté                                                                              | 16 v kole                                                                                   | 32 v kole                                                                                   | 64 v kole                                                                                   | 128 v kole                                                                                  | QV                                                                                          | Q3                                                                                          | Q2                                                                                          | Q1                                                                                          |               |               |
| --- | ----------------------- | -------------------------------------- | -------------------------------------- | ------------------------------------------------------------------------------------------- | ------------------------------------------------------------------------------------------- | ------------------------------------------------------------------------------------------- | ------------------------------------------------------------------------------------------- | ------------------------------------------------------------------------------------------- | ------------------------------------------------------------------------------------------- | ------------------------------------------------------------------------------------------- | ------------------------------------------------------------------------------------------- | ------------------------------------------------------------------------------------------- | ------------- | ------------- |
| Grand Slam (128Č)                                                                                            | 2000                    | 1200                                   | 720                                    | 360                                                                                         | 180                                                                                         | 90                                                                                          | 45                                                                                          | 10                                                                                          | 25                                                                                          | 16                                                                                          | 8                                                                                           | 0                                                                                           |               |               |
| Grand Slam (64Č)                                                                                             | 2000                    | 1200                                   | 720                                    | 360                                                                                         | 180                                                                                         | 90                                                                                          | 0                                                                                           | –                                                                                           | 25                                                                                          | –                                                                                           | 0                                                                                           | 0                                                                                           |               |               |
| ATP Finals (8D/8Č)                                                                                           | 1500 (max) 1100 (min)   | 1000 (max) 600 (min)                   | 600 (max) 200 (min)                    | 200 za každou výhru v základní skupině, +400 za výhru v semifinále, +500 za výhru ve finále | 200 za každou výhru v základní skupině, +400 za výhru v semifinále, +500 za výhru ve finále | 200 za každou výhru v základní skupině, +400 za výhru v semifinále, +500 za výhru ve finále | 200 za každou výhru v základní skupině, +400 za výhru v semifinále, +500 za výhru ve finále | 200 za každou výhru v základní skupině, +400 za výhru v semifinále, +500 za výhru ve finále | 200 za každou výhru v základní skupině, +400 za výhru v semifinále, +500 za výhru ve finále | 200 za každou výhru v základní skupině, +400 za výhru v semifinále, +500 za výhru ve finále | 200 za každou výhru v základní skupině, +400 za výhru v semifinále, +500 za výhru ve finále | 200 za každou výhru v základní skupině, +400 za výhru v semifinále, +500 za výhru ve finále |               |               |
| ATP Tour Masters 1000 (96D)                                                                                  | 1000                    | 600                                    | 360                                    | 180                                                                                         | 90                                                                                          | 45                                                                                          | 25                                                                                          | 10                                                                                          | 16                                                                                          | –                                                                                           | 8                                                                                           | 0                                                                                           |               |               |
| ATP Tour Masters 1000 (56D/48Č)                                                                              | 1000                    | 600                                    | 360                                    | 180                                                                                         | 90                                                                                          | 45                                                                                          | 10                                                                                          | –                                                                                           | 25                                                                                          | –                                                                                           | 16                                                                                          | 0                                                                                           |               |               |
| ATP Tour Masters 1000 (32Č)                                                                                  | 1000                    | 600                                    | 360                                    | 180                                                                                         | 90                                                                                          | 0                                                                                           | –                                                                                           | –                                                                                           | –                                                                                           | –                                                                                           | –                                                                                           | –                                                                                           |               |               |
| ATP Tour 500 (48Č)                                                                                           | 500                     | 300                                    | 180                                    | 90                                                                                          | 45                                                                                          | 20                                                                                          | 0                                                                                           | –                                                                                           | 10                                                                                          | –                                                                                           | 4                                                                                           | 0                                                                                           |               |               |
| ATP Tour 500 (32Č)                                                                                           | 500                     | 300                                    | 180                                    | 90                                                                                          | 45                                                                                          | 0                                                                                           | –                                                                                           | –                                                                                           | 20                                                                                          | –                                                                                           | 10                                                                                          | 0                                                                                           |               |               |
| ATP Tour 500 (16Č)                                                                                           | 500                     | 300                                    | 180                                    | 90                                                                                          | 0                                                                                           | –                                                                                           | –                                                                                           | –                                                                                           | 45                                                                                          | –                                                                                           | 25                                                                                          | 0                                                                                           |               |               |
| ATP Tour 250 (48Č)                                                                                           | 250                     | 150                                    | 90                                     | 45                                                                                          | 20                                                                                          | 10                                                                                          | 0                                                                                           | –                                                                                           | 5                                                                                           | –                                                                                           | 3                                                                                           | 0                                                                                           |               |               |
| ATP Tour 250 (32D/28Č)                                                                                       | 250                     | 150                                    | 90                                     | 45                                                                                          | 20                                                                                          | 0                                                                                           | –                                                                                           | –                                                                                           | 12                                                                                          | –                                                                                           | 6                                                                                           | 0                                                                                           |               |               |
| ATP Tour 250 (16Č)                                                                                           | 250                     | 150                                    | 90                                     | 45                                                                                          | 0                                                                                           | –                                                                                           | –                                                                                           | –                                                                                           | –                                                                                           | –                                                                                           | –                                                                                           | –                                                                                           |               |               |
| ATP Cup | D 750 (max) Č 250 (max) | podrobný rozpis bodů, viz ATP Cup 2022 | podrobný rozpis bodů, viz ATP Cup 2022 | podrobný rozpis bodů, viz ATP Cup 2022                                                      | podrobný rozpis bodů, viz ATP Cup 2022                                                      | podrobný rozpis bodů, viz ATP Cup 2022                                                      | podrobný rozpis bodů, viz ATP Cup 2022                                                      | podrobný rozpis bodů, viz ATP Cup 2022                                                      | podrobný rozpis bodů, viz ATP Cup 2022                                                      | podrobný rozpis bodů, viz ATP Cup 2022                                                      | podrobný rozpis bodů, viz ATP Cup 2022                                                      | podrobný rozpis bodů, viz ATP Cup 2022                                                      |               |               |
| QV – vítěz kvalifikace, Q1–3 – 1. až 3. kolo kvalifikace, (xD/Č) – „x“ počet hráčů dvouhry/čtyřhry v soutěži |                         |                                        |                                        |                                                                                             |                                                                                             |                                                                                             |                                                                                             |                                                                                             |                                                                                             |                                                                                             |                                                                                             |                                                                                             |               |               |